# 長久手市
長久手市（ながくてし）は、愛知県の尾張地域に位置する市。

## 概要
隣接する名古屋市のベッドタウンである。

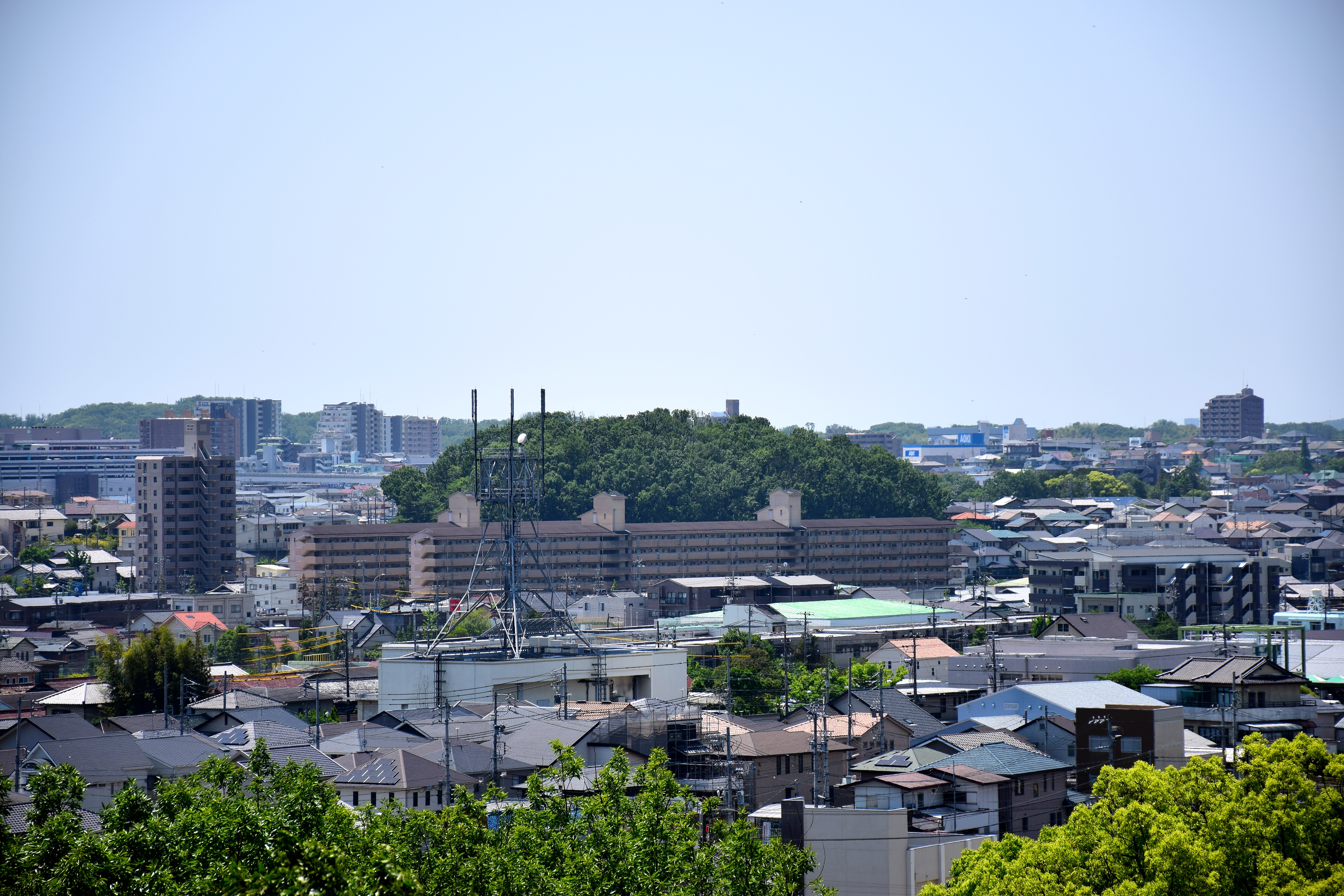
色金山歴史公園から見下ろす御旗山

天正年間の小牧・長久手の戦いでは、この地域で長久手の戦いが行われた。
長久手市の北東に隣接する瀬戸市と共に、2005年日本国際博覧会（愛知万博）の開催地であり、日本初の実用的な磁気浮上式鉄道であるリニモが運行されている。
2008年（平成20年）5月1日に推計人口が5万人を突破したことに伴い、2012年（平成24年）1月4日に愛知郡長久手町が市制施行した。

## 地理

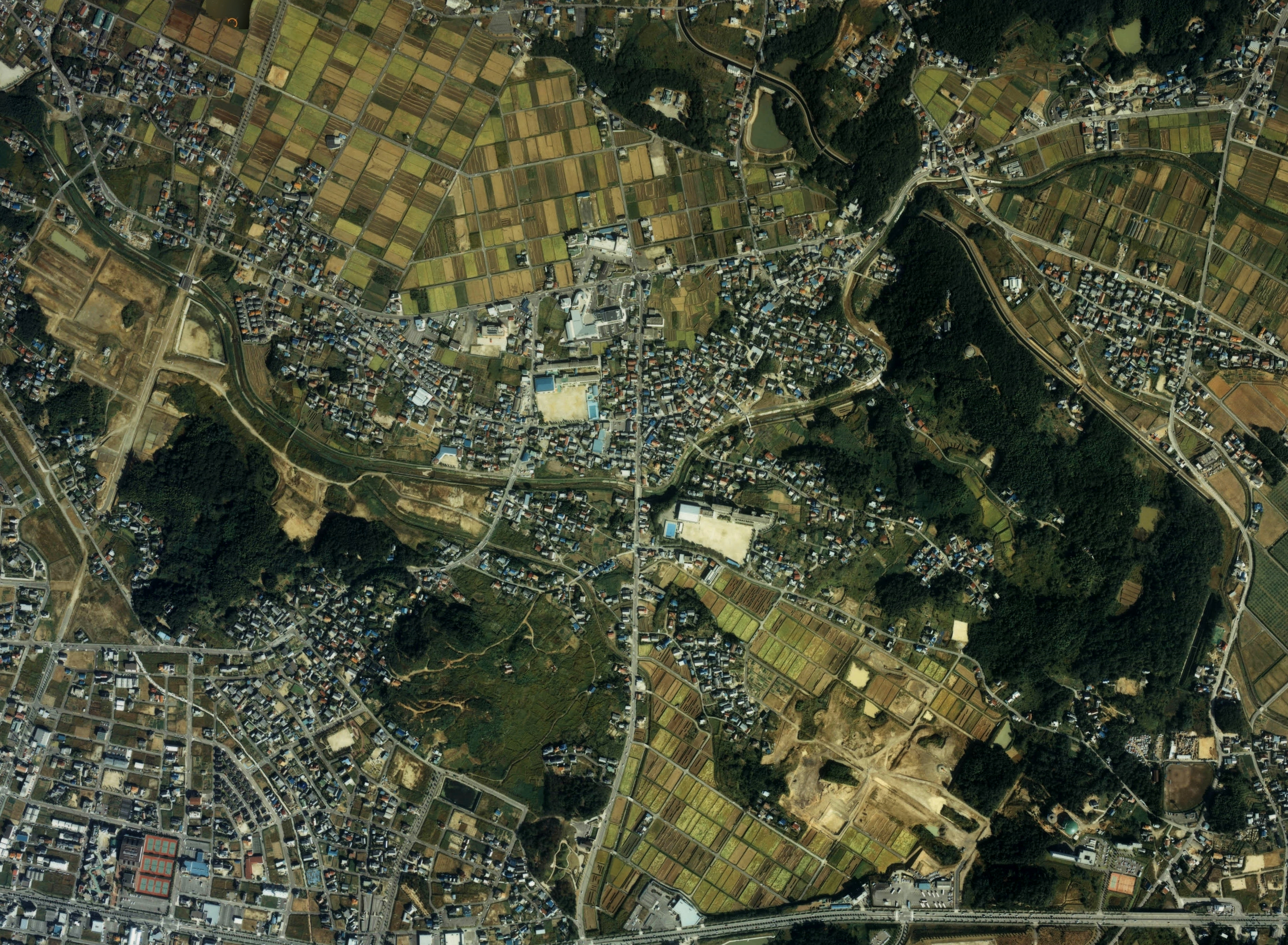
長久手市中心部周辺の空中写真。
1987年撮影の2枚を合成作成。。

市域は尾張丘陵と尾張平野が接する位置にあるため複雑な地形となっている。標高は北西部が低く（最低地点標高：約43 m）、南東部は高い（最高地点標高：約184 m ）。市域には一級河川の香流川（庄内川水系）を含む13の河川が流れており、うち井堀川と愛知県農業総合試験場付近を源流とする北新田川が天白川水系である他は香流川に流入している。香流川（一級河川）源流域が南東部に存在しその流路は、概ね愛知県道215号田籾名古屋線に沿うように市の北西部へと流下する。
土地区画整理事業により街が発展した「区画整理のまち」でもある。

### 地形

#### 山
主な山
- 色金山
- 御旗山

#### 河川
一級河川
- 香流川[4]

準用河川
- 鴨田川[注釈 3]
- 香桶川
- 井堀川[注釈 4][7]
- 神明川
- 溝ノ杁川
- 権代川
- 雁又川
- 東山川
- 清水川
- 堀越川

普通河川
- 池田川
- 一ノ井川
- 北新田川

#### 湖沼
主な池
- 杁ヶ池[4]
- 立石池
- 菅池

### 地域

#### 地名
市制施行前より存在する地名
- 前熊（市制施行時より町制時代の字名を併記[8]）
- 岩作（市制施行時より町制時代の字名を併記[8]）
- 上川原（1993年、長湫の一部より成立[9]）
- 氏神前（1993年、長湫の一部より成立[9]）
- 戸田谷（1993年、長湫の一部より成立[9]）
- 東狭間（1993年、長湫の一部より成立[9]）
- 城屋敷（1993年、長湫の一部より成立[9]）
- 武蔵塚（1993年、長湫の一部より成立[9]）
- 喜婦嶽（1993年、長湫の一部より成立[9]）
- 山野田（1993年、長湫の一部より成立[9]）
- 砂子（1993年、長湫の一部より成立[9]）
- 山越（1993年、長湫の一部より成立[9]）
- 杁ケ池（1993年、長湫の一部より成立[9]）
- 長配1～3丁目（1993年、長湫の一部より成立[9]）
- 菖蒲池（1993年、長湫の一部より成立[9]）
- 熊田（1997年、長湫の一部より成立[10]）
- 井堀（1997年、長湫の一部より成立[10]）
- 蟹原（1997年、長湫の一部より成立[10]）
- 根の神（1997年、長湫の一部より成立[10]）
- 作田1～2丁目（1997年、長湫の一部より成立[10]）
- 打越（1997年、長湫の一部より成立[10]）
- 久保山（1997年、長湫の一部より成立[10]）
- 塚田（1997年、長湫の一部より成立[10]）
- 五合池（1997年、長湫の一部より成立[10]）
- 桜作（1997年、長湫の一部より成立[10]）
- 平池（1997年、長湫の一部より成立[10]）
- 原山（1997年、長湫の一部より成立[10]）
- 荒田（2010年、長湫の一部より成立[11]）
- 段の上（2010年、長湫の一部より成立[11]）
- 原邸（2010年、長湫の一部より成立[11]）
- 鴨田（2010年、長湫の一部より成立[11]）
- 山桶（2010年、長湫の一部より成立[11]）
- 野田農（2010年、長湫・岩作の一部より成立[11]）
- 仲田（2010年、長湫の一部より成立[11]）
- 坊の後（2010年、長湫の一部より成立[11]）
- 西浦（2010年、長湫の一部より成立[11]）
- 宮脇（2010年、長湫の一部より成立[11]）
- 富士浦（2010年、長湫の一部より成立[11]）
- 東浦（2010年、長湫の一部より成立[11]）
- 先達（2010年、長湫・岩作の一部より成立[11]）
- 香桶（2010年、長湫の一部より成立[11]）
- 仏が根（2010年、長湫の一部より成立[11]）

市制施行以降に成立した地名
- 池田（市制施行時長湫の一部より成立）
- 大久手（市制施行時長湫の一部より成立）
- 片平（市制施行時長湫の一部より成立）
- 草掛（市制施行時長湫の一部より成立）
- 下川原（市制施行時長湫の一部より成立）
- 下権田（市制施行時長湫の一部より成立）
- 下山（市制施行時長湫の一部より成立）
- 勝入塚（市制施行時長湫の一部より成立）
- 菅池（市制施行時長湫の一部より成立）
- 丁子田（市制施行時長湫の一部より成立）
- 中池（市制施行時長湫の一部より成立）
- 中川原（市制施行時長湫の一部より成立）
- 西原（市制施行時長湫の一部より成立）
- 西原山（市制施行時長湫の一部より成立）
- 根嶽（市制施行時長湫の一部より成立）
- 東原（市制施行時長湫の一部より成立）
- 東原山（市制施行時長湫の一部より成立）
- 深田（市制施行時長湫の一部より成立）
- 深廻間（市制施行時長湫の一部より成立）
- 棒振（市制施行時長湫の一部より成立）
- 丸根（市制施行時長湫の一部より成立）
- 南原山（市制施行時長湫の一部より成立）
- 横道（市制施行時長湫の一部より成立）
- よし池（市制施行時長湫の一部より成立）
- 櫨木（市制施行時長湫の一部より成立）
- 阿畑（市制施行時熊張の一部より成立）
- 雨堤（市制施行時熊張の一部より成立）
- 石場（市制施行時熊張の一部より成立）
- 茨ケ廻間（市制施行時熊張の一部より成立）
- 杁ケ根（市制施行時熊張の一部より成立）
- 杁ノ洞（市制施行時熊張の一部より成立）
- 岩廻間（市制施行時熊張の一部より成立）
- 馬堤（市制施行時熊張の一部より成立）
- 榎ノ下（市制施行時熊張の一部より成立）
- 蛭子（市制施行時熊張の一部より成立）
- 観音堂（市制施行時熊張の一部より成立）
- 北浦（市制施行時熊張の一部より成立）
- 北熊（市制施行時熊張の一部より成立）
- 鯉ケ廻間（市制施行時熊張の一部より成立）
- 小稲葉（市制施行時熊張の一部より成立）
- 郷前（市制施行時熊張の一部より成立）
- 小深（市制施行時熊張の一部より成立）
- 申平（市制施行時熊張の一部より成立）
- 汐見坂（市制施行時熊張の一部より成立）
- 下田（市制施行時熊張の一部より成立）
- 真行田（市制施行時熊張の一部より成立）
- 神明（市制施行時熊張の一部より成立）
- 神門前（市制施行時熊張の一部より成立）
- 助六（市制施行時熊張の一部より成立）
- 大日（市制施行時熊張の一部より成立）
- 段留（市制施行時熊張の一部より成立）
- 中井（市制施行時熊張の一部より成立）
- 中屋（市制施行時熊張の一部より成立）
- 東田（市制施行時熊張の一部より成立）
- 東平地（市制施行時熊張の一部より成立）
- 東山（市制施行時熊張の一部より成立）
- 平地（市制施行時熊張の一部より成立）
- 広田（市制施行時熊張の一部より成立）
- 熊張深田（市制施行時熊張の一部より成立）
- 福井（市制施行時熊張の一部より成立）
- 松杁（市制施行時熊張の一部より成立）
- 溝之杁（市制施行時熊張の一部より成立）
- 葭ケ廻間（市制施行時熊張の一部より成立）
- 立花（市制施行時熊張の一部より成立）
- 早稲田（市制施行時熊張の一部より成立）
- 卯塚1～2丁目（2013年、卯塚・市ケ洞・上井堀・片平・根嶽の各一部より成立[12]）
- 市が洞1～3丁目（2013年、市ケ洞の全域および片平・上井堀・卯塚・丁子田の各一部より成立[12]）
- 片平1～2丁目（2013年、卯塚・片平・丁子田の各一部より成立[12]）

かつて存在した地名
- 熊張（市制施行時廃止[8]）
- 長湫（市制施行時廃止[8]）
- 市ケ洞（市制施行時長湫の一部より成立[8]、2013年廃止）
- 卯塚（市制施行時長湫の一部より成立[8]、2013年廃止）
- 上井堀（市制施行時長湫の一部より成立[8]、2013年廃止）
- 堂脇（市制施行時熊張の一部より成立[8]、2023年廃止[13]）
- 丸山（市制施行時熊張の一部より成立[8]、2023年廃止[13]）

### 人口
| 長久手市（に相当する地域）の人口の推移 \| 1970年（昭和45年） \| 11,317人 \| \| \| 1975年（昭和50年） \| 14,495人 \| \| \| 1980年（昭和55年） \| 18,610人 \| \| \| 1985年（昭和60年） \| 25,507人 \| \| \| 1990年（平成2年） \| 33,714人 \| \| \| 1995年（平成7年） \| 38,490人 \| \| \| 2000年（平成12年） \| 43,306人 \| \| \| 2005年（平成17年） \| 46,493人 \| \| \| 2010年（平成22年） \| 52,022人 \| \| \| 2015年（平成27年） \| 57,598人 \| \| \| 2020年（令和2年） \| 60,162人 \| \| |          |  |
| 総務省統計局 国勢調査より |          |  |
| 1970年（昭和45年） | 11,317人 |  |
| 1975年（昭和50年） | 14,495人 |  |
| 1980年（昭和55年） | 18,610人 |  |
| 1985年（昭和60年） | 25,507人 |  |
| 1990年（平成2年） | 33,714人 |  |
| 1995年（平成7年） | 38,490人 |  |
| 2000年（平成12年） | 43,306人 |  |
| 2005年（平成17年） | 46,493人 |  |
| 2010年（平成22年） | 52,022人 |  |
| 2015年（平成27年） | 57,598人 |  |
| 2020年（令和2年） | 60,162人 |  |

人口は年々増加している。藤が丘駅や名古屋ICが本市域から近いこともあり、隣接する名古屋市名東区に近い地域ほど人口が多い。

### 隣接する自治体・行政区
愛知県
- 名古屋市（名東区、守山区）
- 尾張旭市
- 瀬戸市
- 豊田市
- 日進市

## 歴史

### 沿革
江戸時代は徳川氏の支配下にあった。
- 1906年（明治39年）5月10日 - 愛知郡上郷村・長湫村・岩作村が新設合併し、長久手村が発足[14]。
- 1971年（昭和46年）4月1日 - 長久手村が町制施行して長久手町が発足。
- 2012年（平成24年）1月4日 - 長久手町が市制施行して長久手市が発足[15]。愛知県内の単独市制施行は、2010年（平成22年）1月4日のみよし市以来2年ぶりだった。愛知郡では1994年（平成6年）10月1日の日進市以来17年ぶりだった。
- 2014年（平成26年）9月30日 - 非核平和都市宣言を行う[16]。

## 行政

### 市長
- 市長：佐藤有美（2023年9月18日就任、1期目）

### 市章・市旗
1971年（昭和46年）4月1日、長久手村が町制施行し長久手町となったのを機に制定。以来、2012年（平成24年）1月4日に市制施行し長久手市となった後も受け継いでいる。ながくての「な」を象ったもので、2つの輪の結びつきで融和を表すとともに、左右に伸びた円幅で発展と飛躍を表している。

### 財政
2019年度（平成31年度）当初予算案
| 会計名   | 予算額            | 前年度対比 |
| -------- | ----------------- | ---------- |
| 一般会計 | 201億1,000万円    | 5.5％増    |
| 特別会計 | 095億572万3千円   | 13.1％増   |
| 企業会計 | 028億5,905万6千円 | 5.9％増    |
| 全会計   | 324億7,477万9千円 | 7.7％増    |

## 議会

### 市議会
- 定数：18人
- 任期：2023年5月1日 - 2027年4月30日
- 議長：山田かずひこ
- 副議長：ささせ順子

| 会派名               | 議席数 | 議員名（◎は代表者）                                      |
| -------------------- | ------ | -------------------------------------------------------- |
| 香流                 | 3      | ◎なかじま和代、冨田えいじ、にしだ亮太                    |
| ながくて             | 3      | ◎山田けんたろう、川合ともゆき、岡崎つよし                |
| 翼                   | 2      | ◎大島令子、水野勝康                                      |
| みらい               | 2      | ◎野村弘、伊藤真規子                                      |
| 公明党               | 2      | ◎ささせ順子、木村さゆり                                  |
| 会派に所属しない議員 | 4      | 山田かずひこ、田崎あきひさ、わたなべさつ子、おくだけんじ |
| 計                   | 16     |                                                          |

（2025年5月16日現在）
2023年8月27日執行の長久手市長選挙に、さとうゆみ議員、佐野尚人議員が立候補し、公職選挙法第90条の規定に基づき、2023年8月20日付けで失職。よって、議員定数18人に対し、現在の議員数は16人。（欠員2人）

### 県議会
- 選挙区：長久手市選挙区
- 定数：1人
- 任期：2023年4月30日 - 2027年4月29日
- 執行日：2023年4月9日

| 候補者名 | 当落 | 年齢 | 党派名     | 新旧別 | 得票数 |
| -------- | ---- | ---- | ---------- | ------ | ------ |
| 石井芳樹 | 当   | 54   | 自由民主党 | 現     | 無投票 |

### 衆議院
- 選挙区：愛知7区（大府市、尾張旭市、豊明市、日進市、長久手市、愛知郡）
- 任期：2024年10月27日 - 2028年10月26日
- 投票日：2024年10月27日
- 当日有権者数：353,528人[19]
- 投票率：58.15％

| 当落 | 候補者名   | 年齢 | 所属党派   | 新旧別 | 得票数    | 重複 |
| ---- | ---------- | ---- | ---------- | ------ | --------- | ---- |
| 当   | 日野紗里亜 | 36   | 国民民主党 | 新     | 111,406票 | ○    |
|      | 鈴木淳司   | 66   | 自由民主党 | 前     | 71,176票  |      |
|      | 鈴木弘一   | 49   | 日本共産党 | 新     | 16,780票  |      |

## 施設

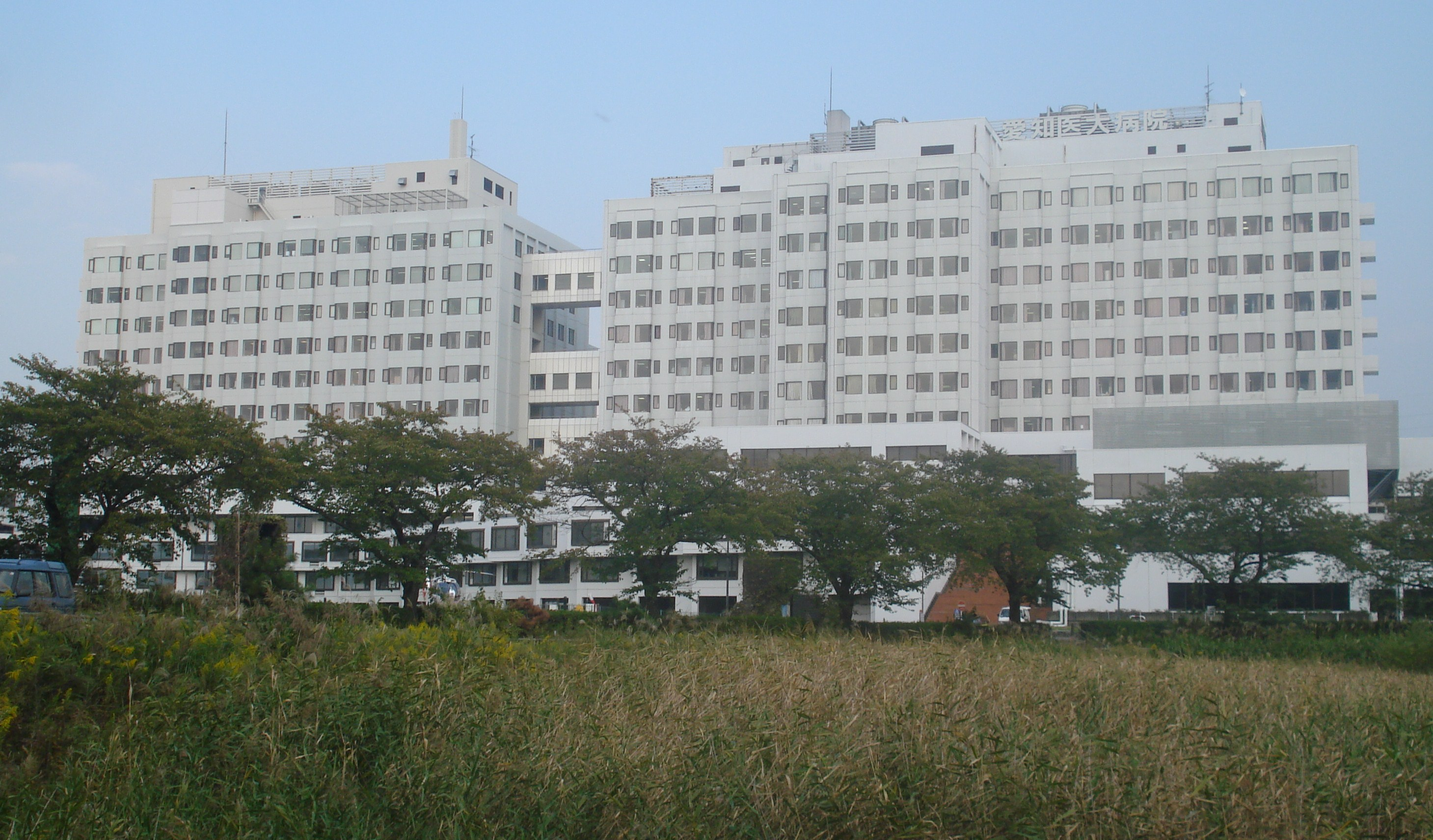
愛知医科大学病院

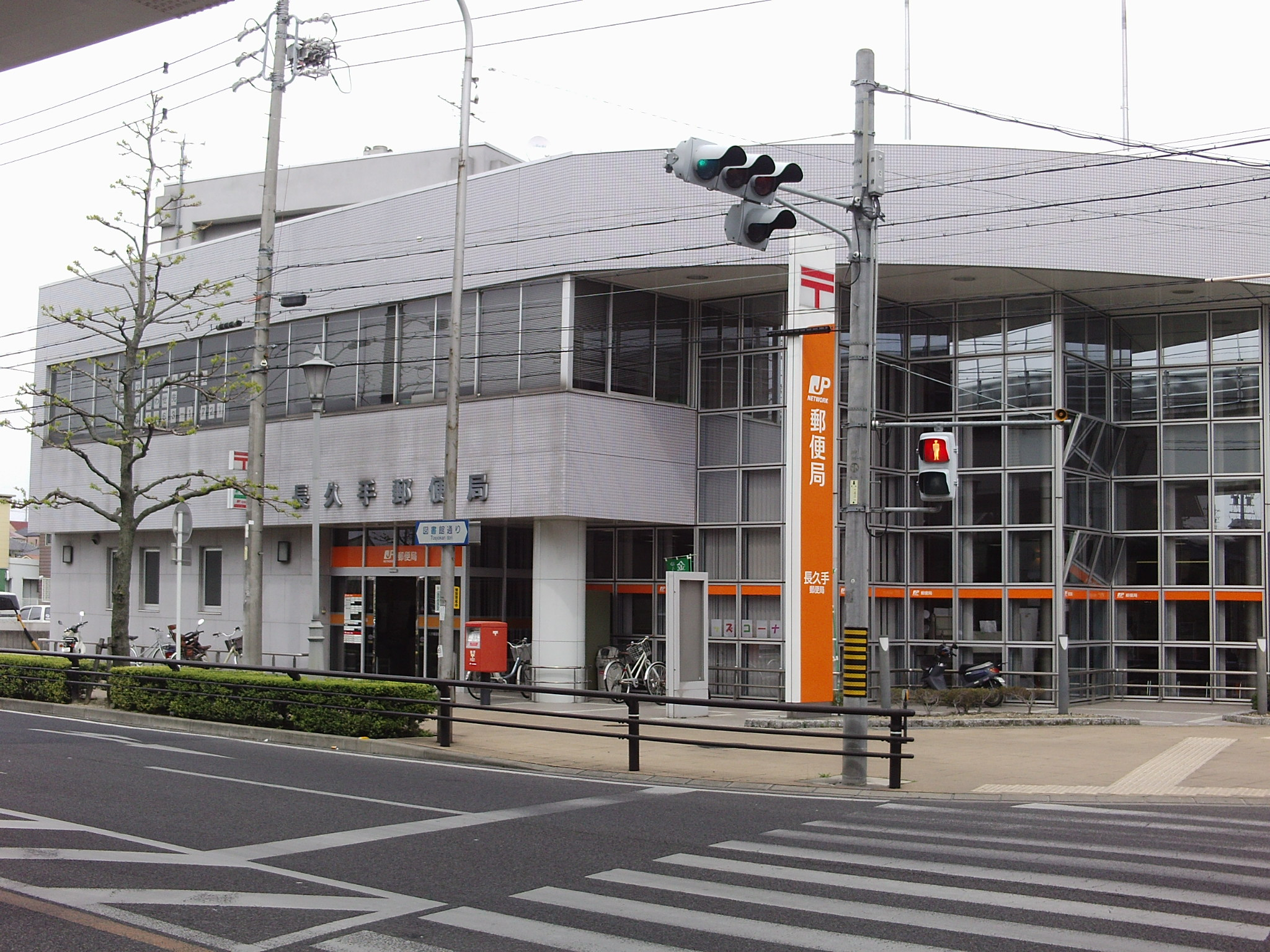
長久手郵便局

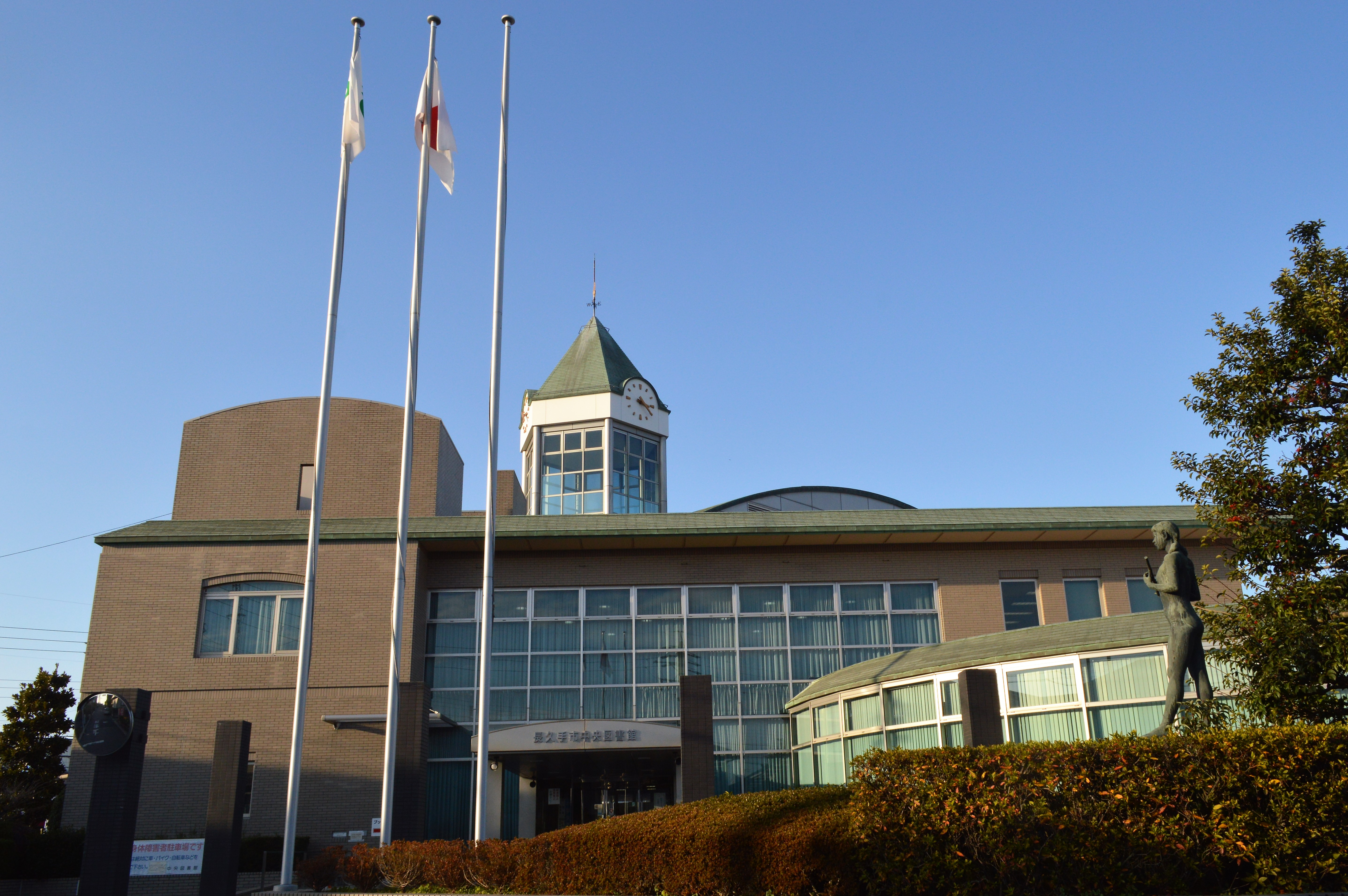
長久手市中央図書館

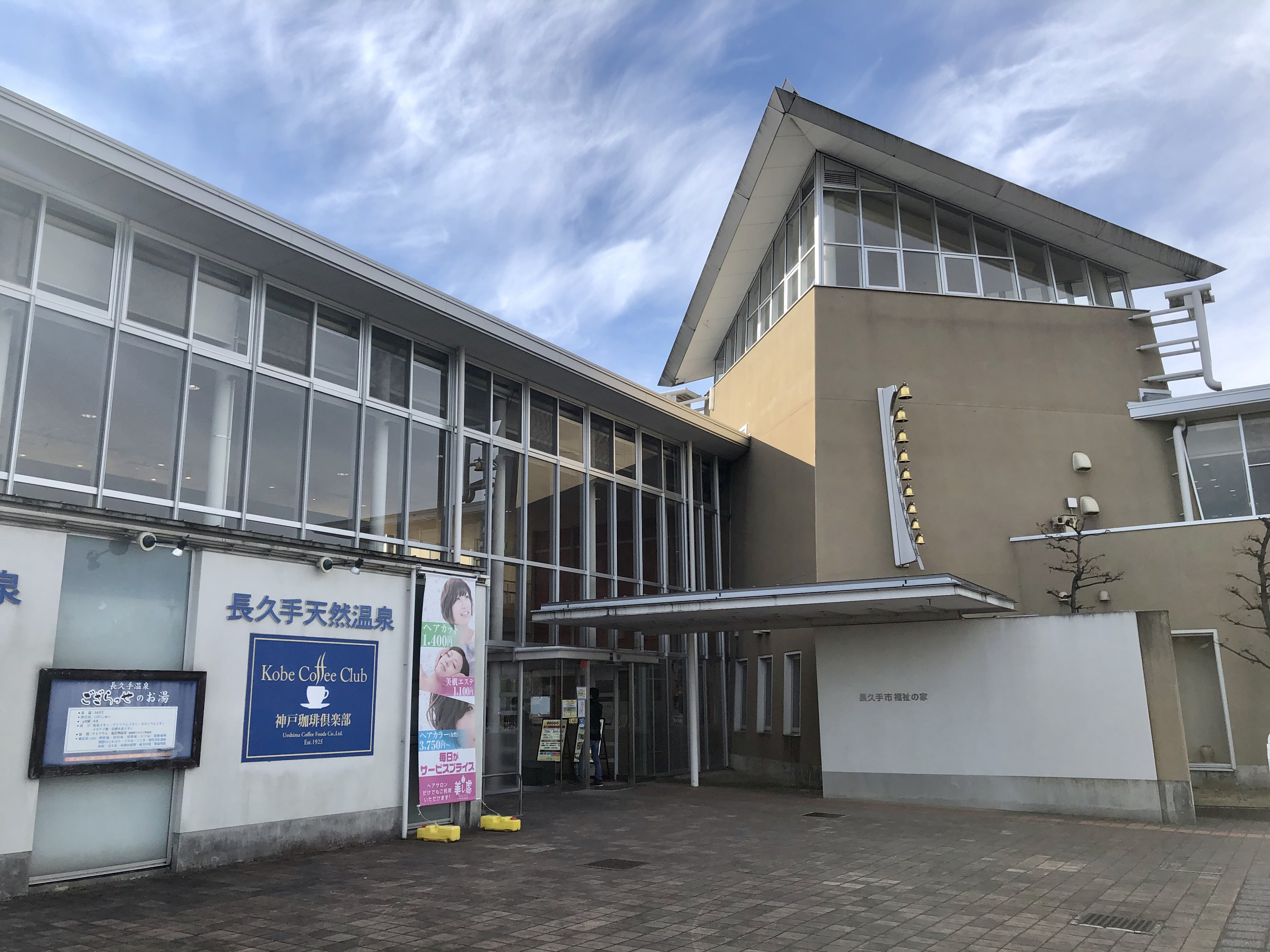
長久手温泉ござらっせ

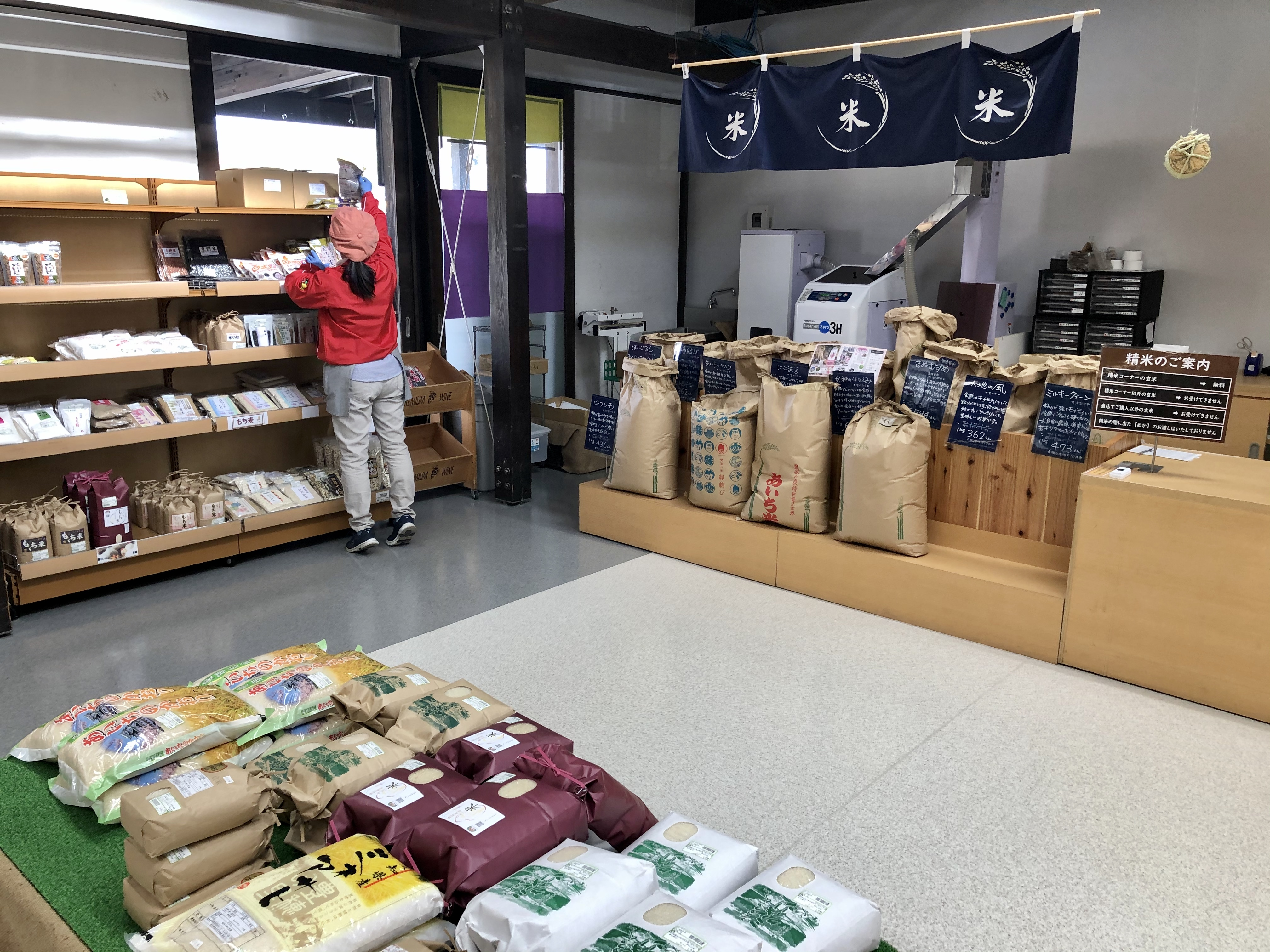
あぐりん村

### 警察
本部
- 愛知警察署（愛知郡東郷町）

交番
- 岩作交番（長久手市岩作城の内）
- 長久手交番（長久手市西浦）
- 長久手南交番（長久手市市が洞）

### 消防
本部
- 尾三消防組合

消防署
- 長久手消防署（長久手市岩作長池）

### 医療
- 愛知医科大学病院（長久手市岩作雁又） - 基幹災害拠点病院（救命救急センターの指定を受けているものから選定し、平常時からの研修・訓練等を通じて県下全域の災害医療体制の機能強化の役割を担う）として愛知県から指定。愛知医科大学病院の新病院が2013年5月9日開院。
- 愛知淑徳大学クリニック（長久手市片平）
- 公立陶生病院（瀬戸市西追分町） - 出資する一部事務組合 公立陶生病院組合を構成する地方自治体に長久手市も参加している。

### 郵便局
本市の郵便番号は「480-11XX」、「480-13XX」
- 長久手郵便局（集配局）
- 長久手口郵便局
- 長久手岩作郵便局
- 長久手片平郵便局

### 文化施設
- 長久手市中央図書館 - 1992年6月2日に長久手町中央図書館として開館。
- 長久手市文化の家

### 福祉施設
- 長久手温泉ござらっせ

### 姉妹都市･提携都市

#### 日本国外
姉妹都市
- ワーテルロー（ベルギー王国ブラバン・ワロン州）[20]
1992年（平成4年）10月8日姉妹都市提携締結

フレンドシップ相手国
2005年（平成17年）に開催された愛知万博では「一市町村一国フレンドシップ事業」が行われた。名古屋市を除く愛知県内の市町村が120の万博公式参加国をフレンドシップ相手国として迎え入れた。
- ベルギー王国

#### 日本国内
友好都市
- 南木曽町（長野県木曽郡）[22]
2006年（平成18年）10月21日友好提携締結
- 宝塚市（兵庫県）[23]
2012年（平成24年）10月27日友好提携締結

防災に関する協定
- 南木曽町（長野県木曽郡）
2012年（平成24年）11月8日 災害時相互応援協定締結[24]
- 富谷市（宮城県）
2013年（平成25年）1月23日 災害時相互応援協定締結[25]
- 瀬戸市・春日井市・小牧市・尾張旭市・豊明市・日進市・清須市・北名古屋市・東郷町・豊山町（愛知県）
2017年（平成29年）7月31日 愛知県東尾張地区における災害時相互応援協定締結[26]

その他、多数の企業・団体等と協定を結んでいる。

## 経済

### 商業
営業中の店舗
- アオキスーパー長久手店
- イオングループ
  - イオンモール長久手
  - マックスバリュ長久手店
- IKEA長久手
- オートバックス長久手店
- カネスエ長久手店
- フェルナ段の上店
- ジェームスグリーンロード店
- ジャイアントストア名古屋
- 東京インテリア家具長久手店
- スーパービバホーム長久手店
- フレンドタウン長久手
- ベイシア長久手店
- ヤマダデンキテックランド長久手店
- ユニー
  - アピタ長久手店
  - 食の殿堂ユーストア ピアゴパワー長久手南店
- ロイヤルホームセンター長久手店

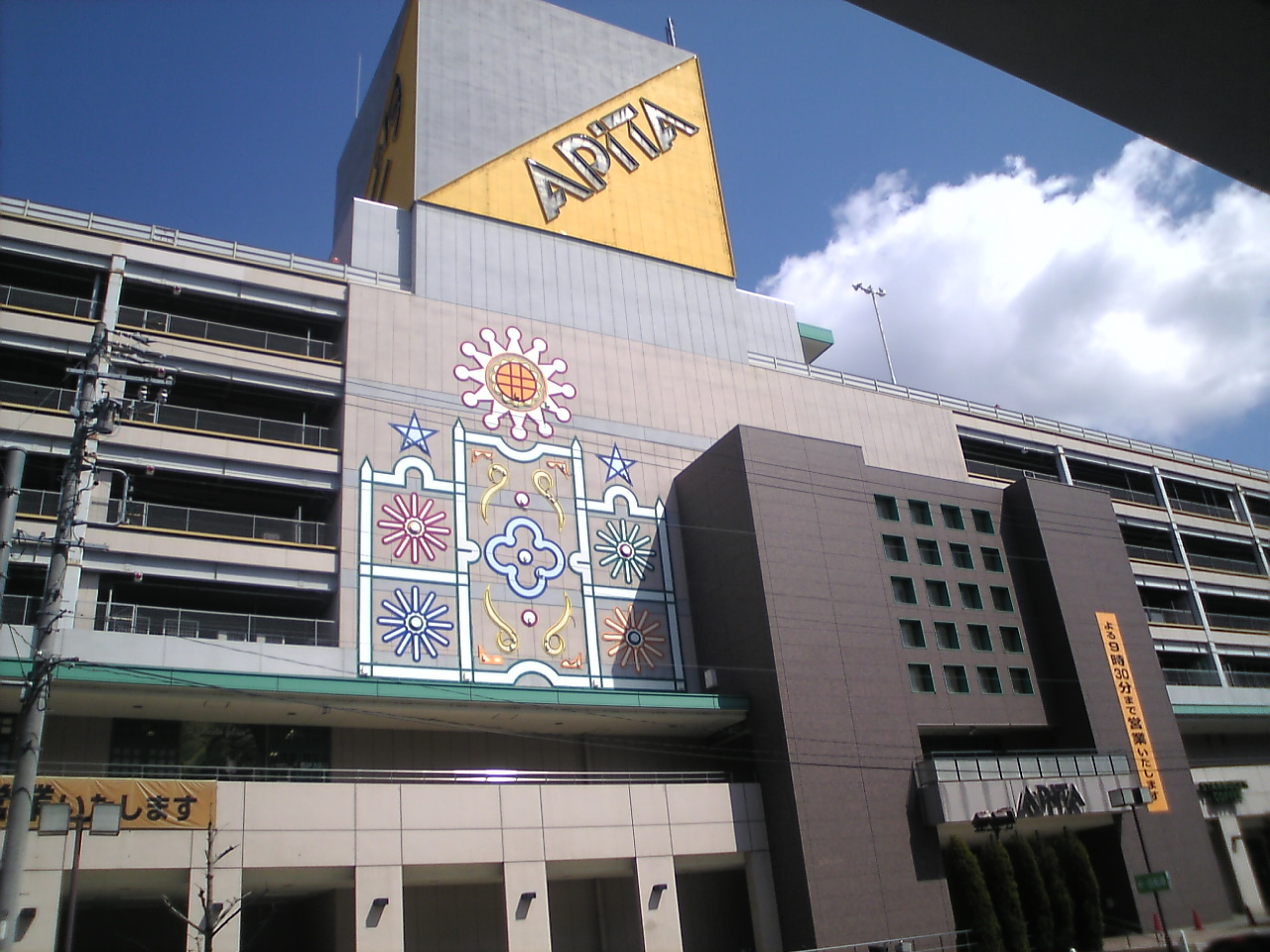
グランパルク（アピタ長久手店）
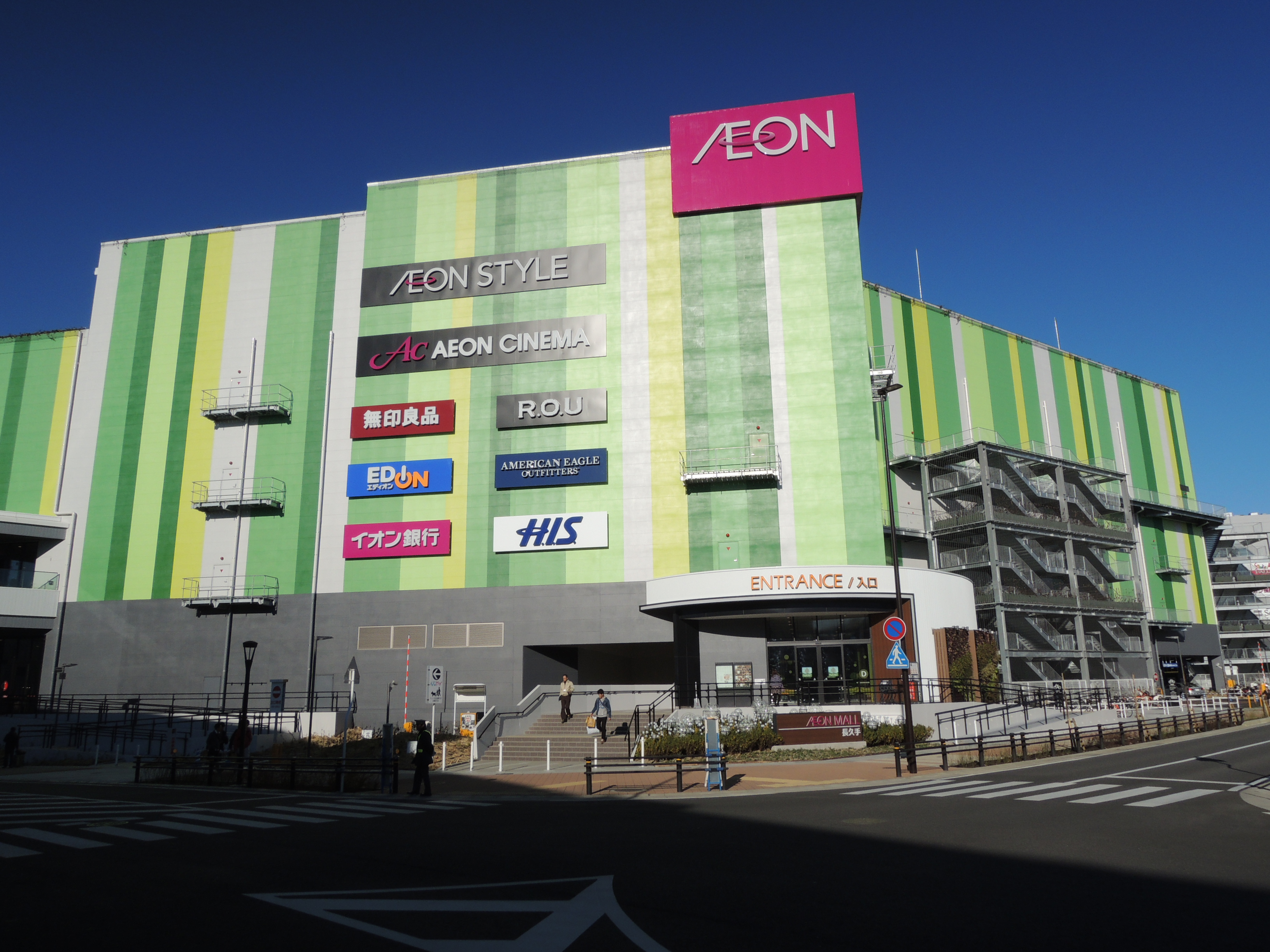
イオンモール長久手

### 本社を置く主な企業
- 愛知高速交通
- テクノサポート
- 豊田中央研究所
- 日東工業

### 拠点を置く主な企業
- カナレ電気光デバイス開発部
- サムコ東海支社
- 三協立山東海住宅建材支店・名古屋ショウルーム
- AVANTIA建設本部
- ダイヘン中部テクニカルセンター[28]
- ホーユー総合研究所
- マルサンアイ名古屋支店
- ミクロン精密中部サテライト
- 名鉄バス名古屋営業所
- ヤマサちくわ長久手センター
- ヤマト運輸愛知主管支店
- ヤナセ ブランドスクエア名古屋長久手

## 生活基盤
電力
- 中部電力
  - 本市を担当する中部電力パワーグリッドの営業所は、尾張旭市にある旭名東営業所である[29]。

ガス
- 東邦ガス[30]

上下水道
- 愛知県企業庁[要出典]

ごみ処理
- 尾張東部衛生組合晴丘センター（尾張旭市）

電信
- 西日本電信電話（NTT西日本）- NTT西日本-東海（NTTビジネスソリューションズ）

市外局番は市内全域で0561（瀬戸MA）が使用される。市内局番は主に60番台（61 - 65）を使用する。ただし最近では瀬戸MA内共通の他の市内局番も見られる。
各種の国の機関
- 本市を管轄区域に含む税務署は、名古屋市瑞穂区の名古屋国税局昭和税務署である[31]。
- 車検証の住所（使用者）が本市の自動車には、名古屋ナンバーが交付される。

## 教育

### 小学校
- 長久手市立長久手小学校
- 長久手市立西小学校
- 長久手市立東小学校
- 長久手市立北小学校
- 長久手市立南小学校
- 長久手市立市が洞小学校

### 中学校
- 長久手市立長久手中学校
- 長久手市立北中学校
- 長久手市立南中学校

### 高等学校
- 愛知県立長久手高等学校
- 栄徳高等学校

### 大学

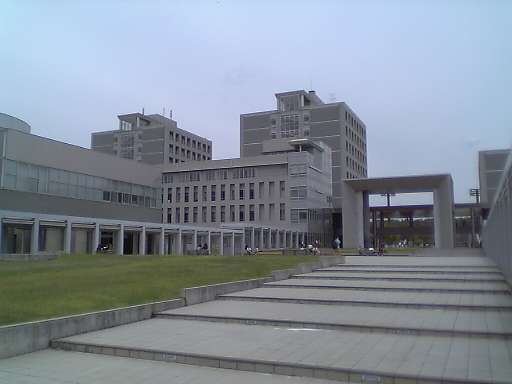
愛知県立大学
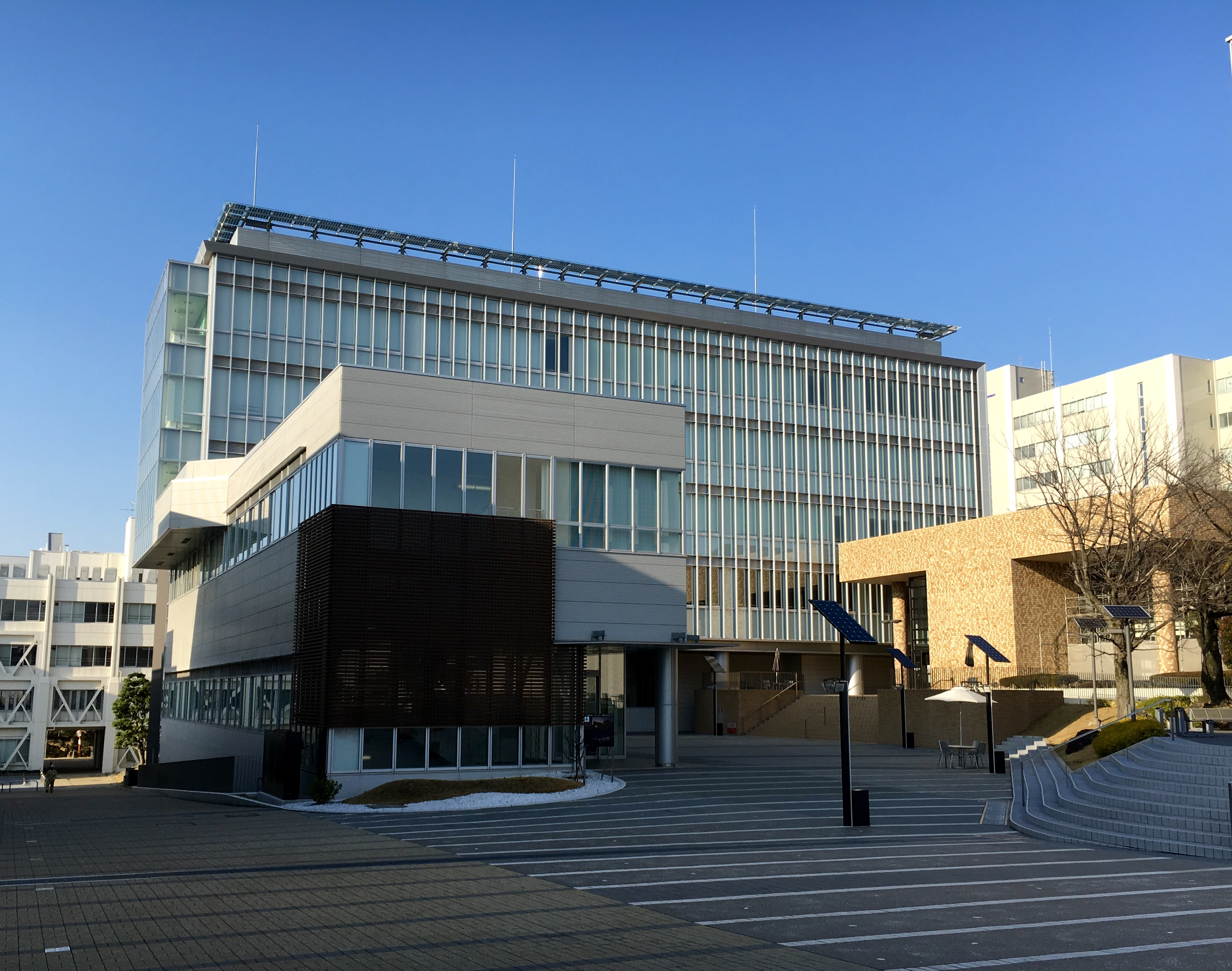
愛知県立芸術大学
- 愛知医科大学
- 愛知淑徳大学長久手キャンパス

- 愛知県立大学
- 愛知淑徳大学

### 専修学校
- 愛知県立農業大学校長久手キャンパス
- 愛知総合看護福祉専門学校

### インターナショナル・スクール
- インターナショナル・クリスチャン・アカデミー名古屋（閉校）

## 交通

### 鉄道

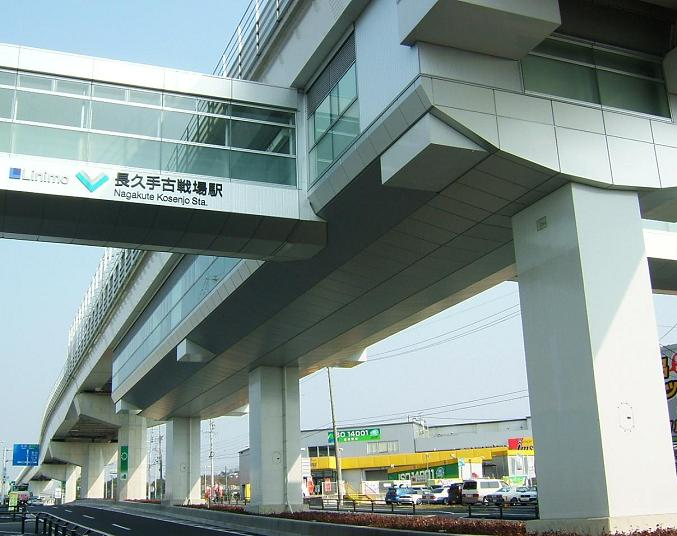
長久手古戦場駅

愛知高速交通東部丘陵線（リニモ）が市内を通る。
市西部の一部からは名古屋市営地下鉄東山線の藤が丘駅または本郷駅まで徒歩で行くことが可能である。地下鉄車庫（藤が丘工場）の一部は当市域にある。
愛知高速交通
- 東部丘陵線
  - はなみずき通駅 - 杁ヶ池公園駅 - 長久手古戦場駅 - 芸大通駅 - 公園西駅 - 愛・地球博記念公園駅

なお、愛知県の市の中では、田原市とともにJRと名鉄の両方が全く通らない市である。

### バス

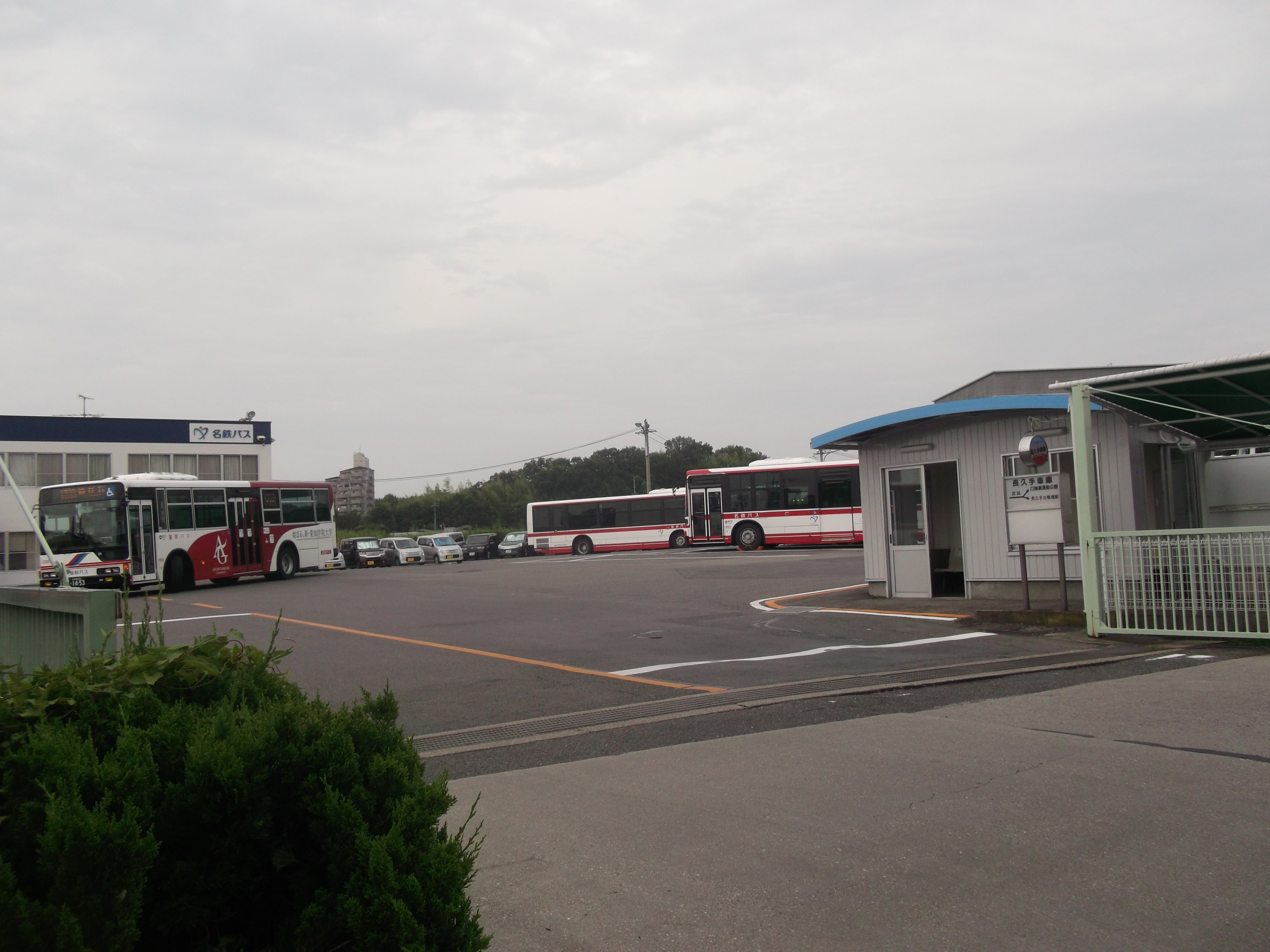
名鉄バス名古屋営業所

市内に名鉄バス名古屋営業所がある。長らくバス以外の公共交通機関が存在しなかったため、地下鉄藤が丘駅など名古屋市方面への路線が充実している。
太字は市内の停留所。
名鉄バス
- 藤が丘 - 長久手住宅 - 菖蒲池 - 長久手古戦場駅 - トヨタ博物館前
- 藤が丘 - 菖蒲池 - 愛知学院大学前
- 藤が丘 - 長久手市役所 - 瀬戸駅
- 名鉄バスセンター - 栄 - 引山 - 愛知医科大学病院（基幹バス）
- 名鉄バスセンター - 栄 - 引山 - 長久手市役所 - 長久手古戦場駅 - トヨタ博物館前（基幹バス）
- 長久手古戦場駅 - 愛知医科大学病院 - 尾張旭向ヶ丘
- 藤が丘 - 長久手住宅 - 愛知淑徳大学
- 星ヶ丘 - 高針 - 長久手古戦場駅 - トヨタ博物館前
- 星ヶ丘 - 高針 - 長久手住宅 - 藤が丘
- 赤池駅 - 長久手古戦場駅

N-バス（長久手市巡回バス）
他には、名古屋市営バスが猪高緑地（愛知淑徳大学）、日進市巡回バス「くるりんばす」と高速バス「山の湊号」（豊鉄バス）が長久手古戦場駅、尾張旭市営バスあさぴー号、瀬戸市コミュニティバスが愛知医科大学病院へ乗り入れている。

### 道路

#### 高速道路
- 名古屋瀬戸道路
  - 長久手TB - 長久手IC

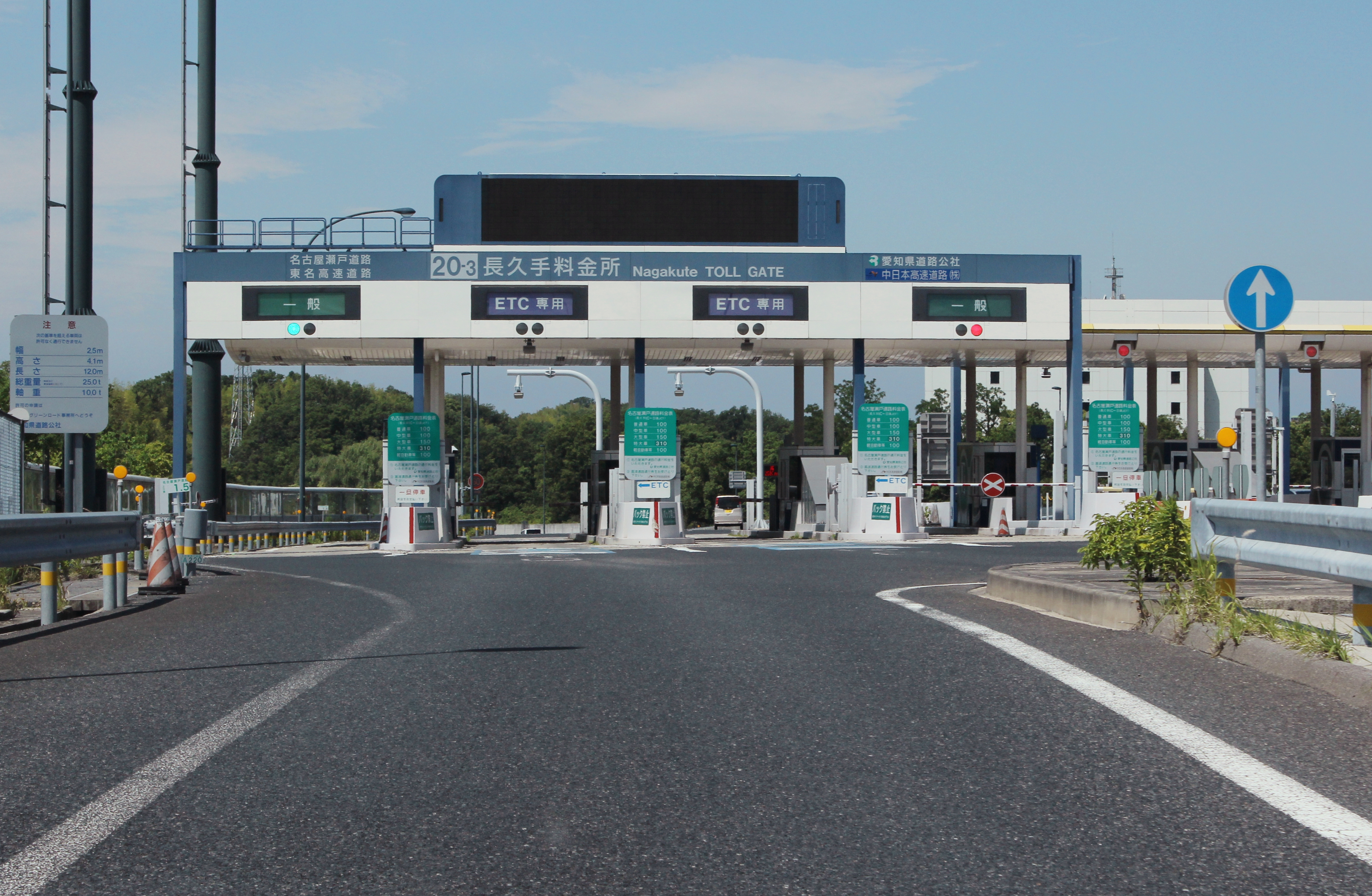
長久手TB

この他東名高速道路が市域を通るが、市内にIC等はない。

#### 国道
市内に国道は通過していない。

#### 県道
主要地方道
- 愛知県道6号力石名古屋線
- 愛知県道57号瀬戸大府東海線
- 愛知県道60号名古屋長久手線
- 愛知県道75号春日井長久手線

一般県道
- 愛知県道209号愛・地球博記念公園瀬戸線
- 愛知県道215号田籾名古屋線
- 愛知県道233号岩作諸輪線

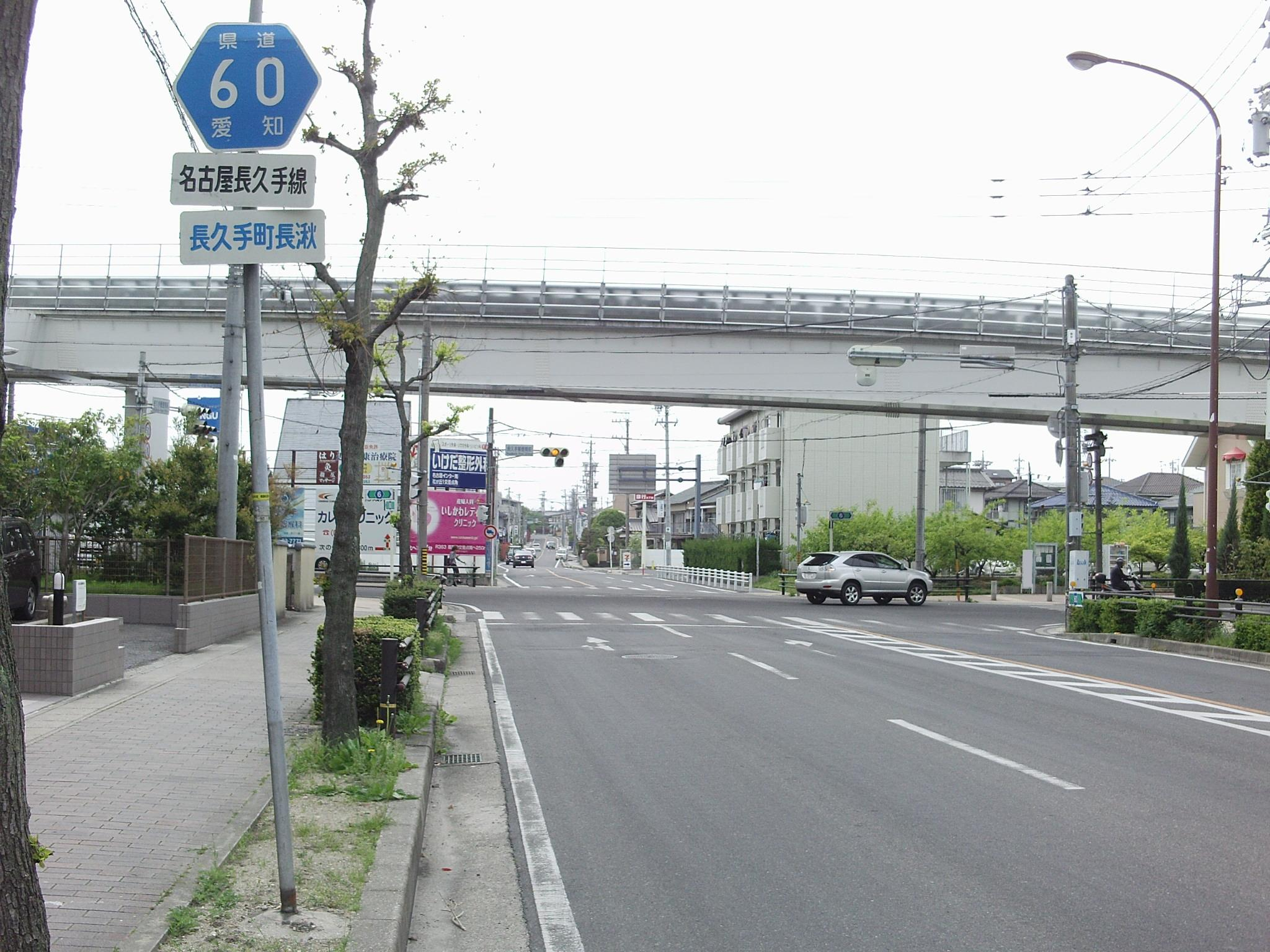
愛知県道60号名古屋長久手線

- 愛知県道521号日進瀬戸線（名古屋瀬戸道路）

#### 市内の道路通称名
市内の都市計画道路を中心とした道路に愛称を付けるため市民から募集し、選考委員会により道路愛称が決定した。自動車交通量の多い比較的大きな道路に付けられている。
- 長久手西通り
  - 県道215号田籾名古屋線「西原」交差点 - 東名高速道路との交差付近まで。その先はそのまま「けやき通り」へ続く。
- 香流通り
  - 名古屋市境「名長橋」 - 県道215号田籾名古屋線「平和橋北」交差点まで[注釈 11]。
- はなみずき通り
  - 名古屋市境（名古屋市交通局藤が丘車庫南） - 「長湫仲田」交差点まで。全区間が県道6号力石名古屋線である。
- 図書館通り
  - 尾張旭市境 - 県道6号・60号「杁ヶ池」交差点まで。「長湫仲田」交差点 - 「杁ヶ池」交差点間は県道6号力石名古屋線（うち「長久手郵便局前」交差点 - 「杁ヶ池」交差点間は県道60号名古屋長久手線重複）である。
- グリーンロード[注釈 12]
  - 県道6号豊田市境 - 「杁ヶ池」交差点および県道60号「杁ヶ池」交差点 - 名古屋市名東区の東名名古屋ICまで[注釈 13]。
- 杁ヶ池通り
  - 県道6号・60号「杁ヶ池」交差点 - 「杁ヶ池公園南」交差点まで。
- 学院通り
  - 「杁ヶ池公園南」交差点 - 日進市の「竹の山」交差点（県道57号と交差）まで[注釈 14]。
- 古戦場通り
  - 県道215号「消防署北」交差点 - 県道57号瀬戸大府東海線「山野田」交差点まで。うち「消防署北」交差点 - 「香桶」交差点は、県道75号春日井長久手線である。
- 芸大通り
  - リニモ芸大通駅付近・県道233号岩作諸輪線との丁字路 - 愛知県立芸術大学構内まで。
- けやき通り
  - 東名高速道路との交差付近[注釈 15] - 日進市境まで。これにより「丁子田」交差点設置。日進市側は「日進はなみずき通り」の愛称が付いている。
- はなのき通り
  - 「市が洞」交差点 - 日進市境まで。
- 卯塚緑地通り
  - 「根嶽」交差点 - 日進市境まで。

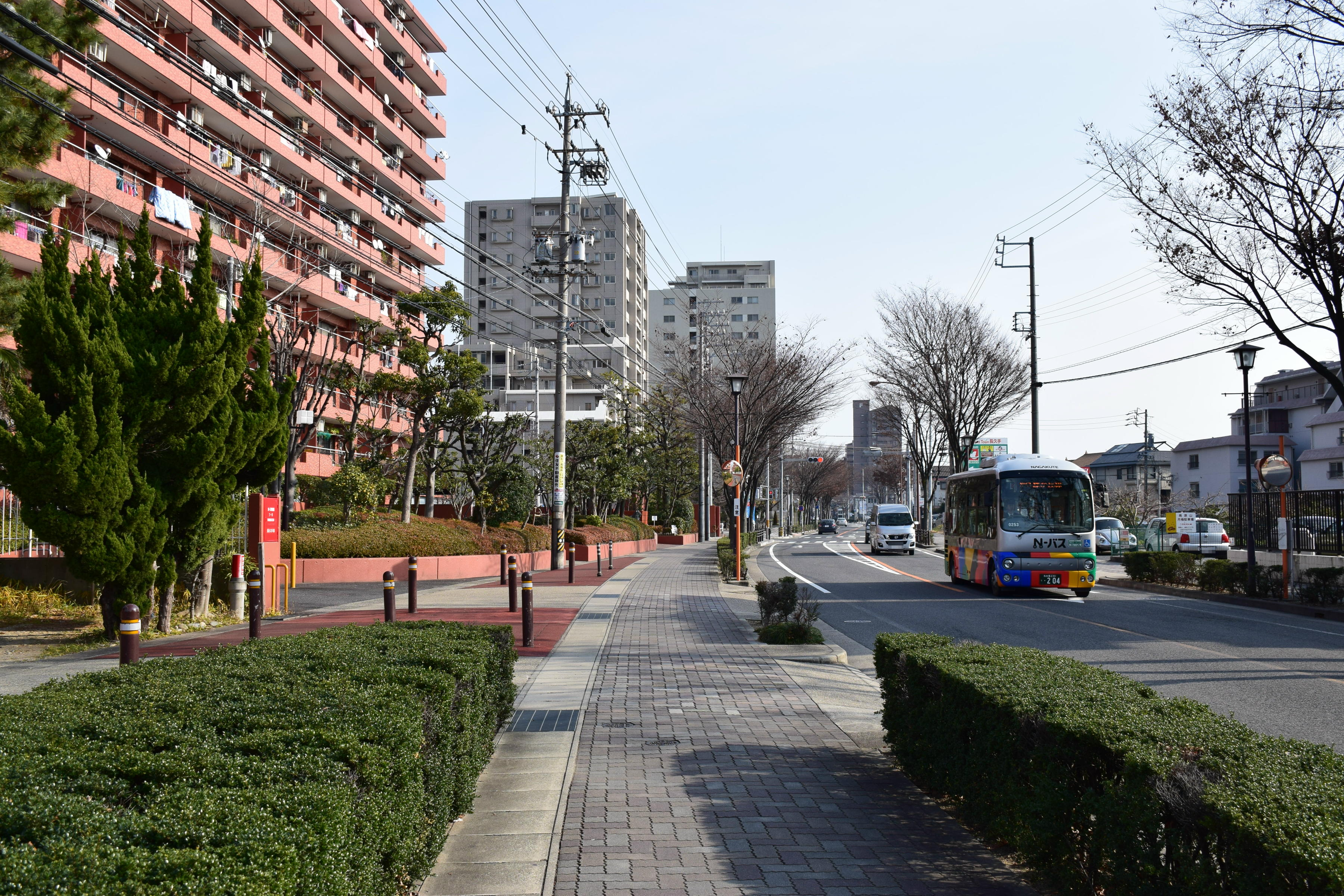
香流通り

## 名所・旧跡・観光スポット

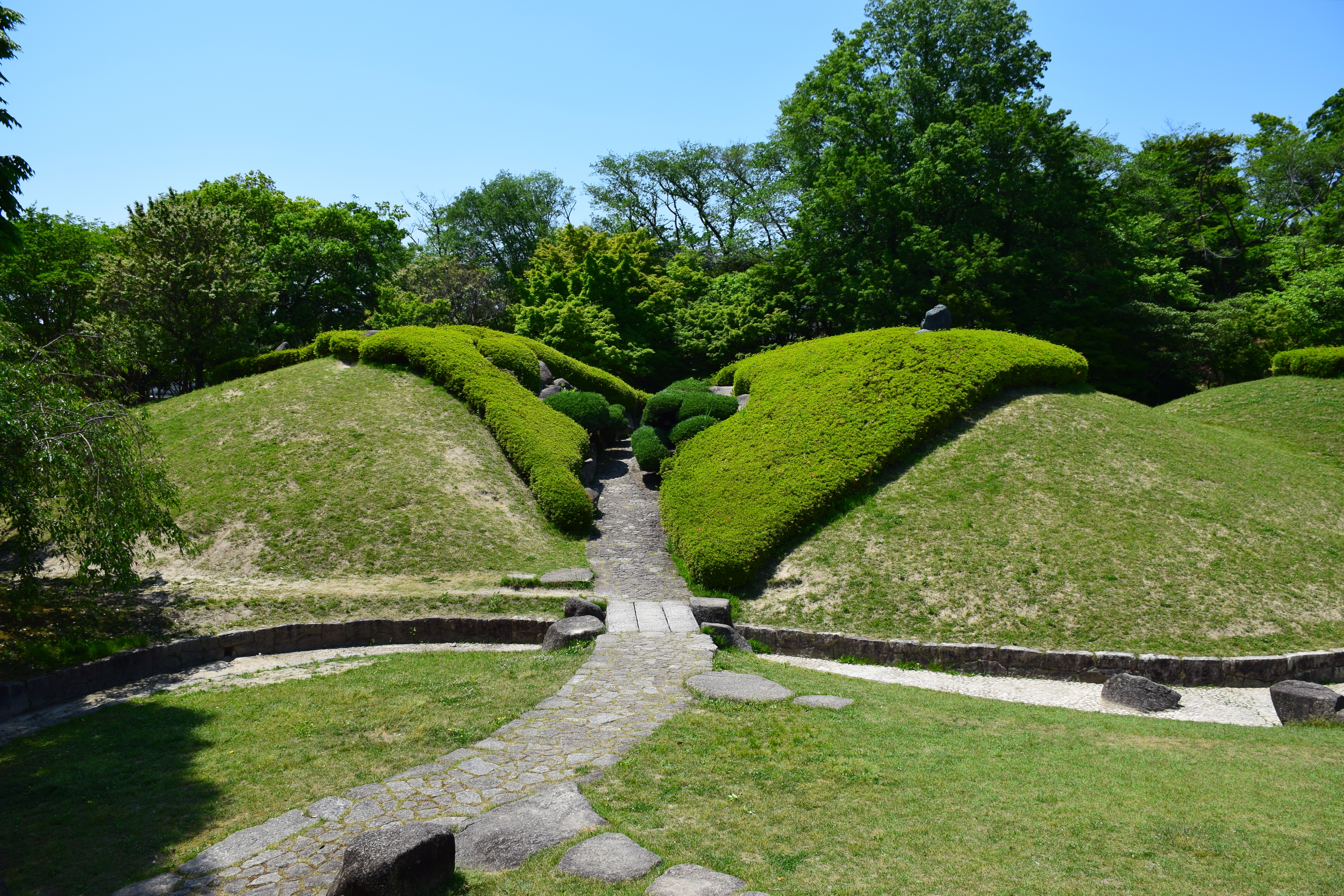
長久手古戦場公園

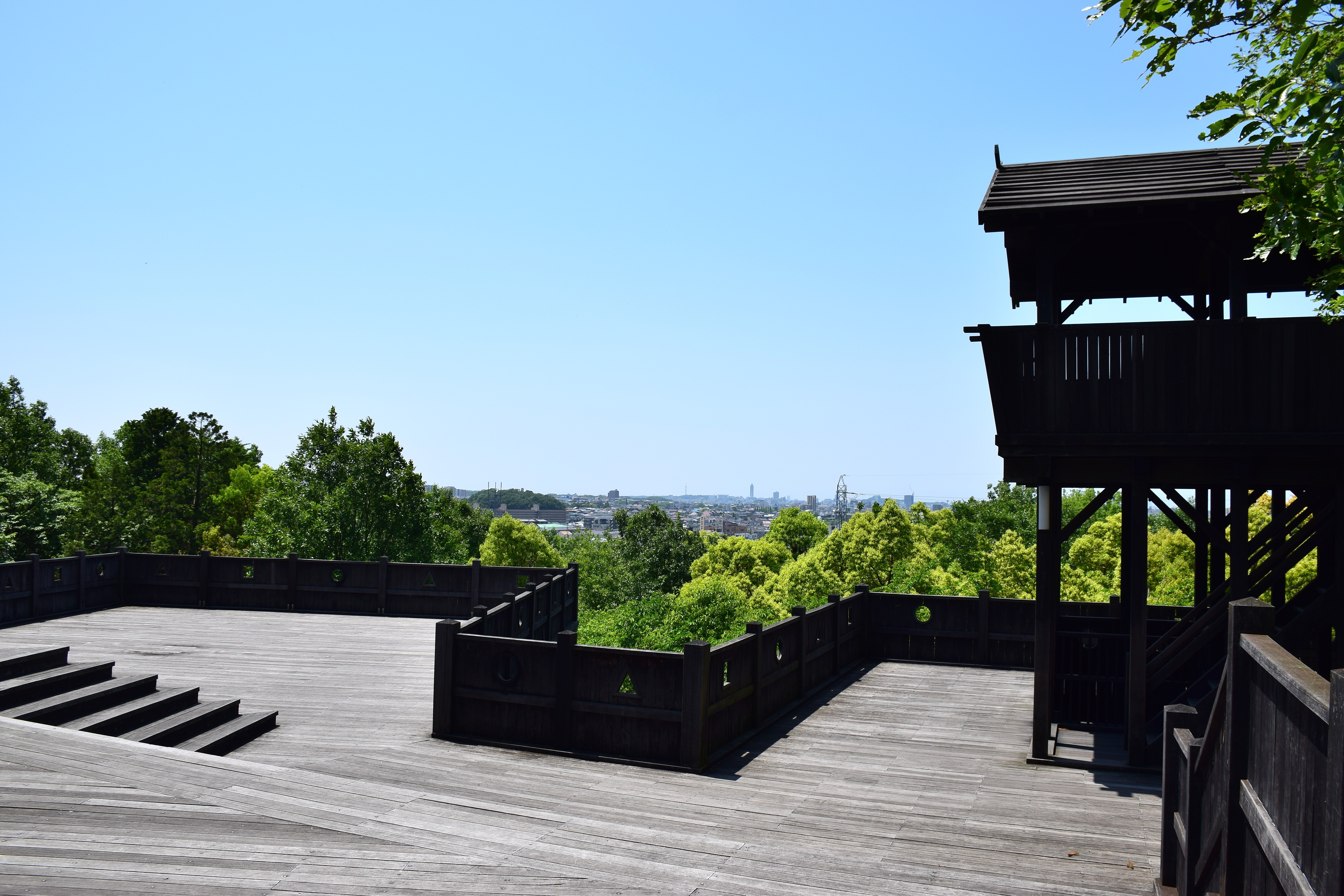
色金山歴史公園展望台

### 文化財
国の史跡
- 長久手古戦場 附:御旗山、首塚、色金山（「古戦場公園」などの小牧・長久手の戦いにちなんだ施設・塚などが存在）[33]

県指定文化財
- 長久手の棒の手（無形民俗文化財）
- 岩作の「オマント」（無形民俗文化財）
- 長久手の警固祭り（無形民俗文化財）

### 名所・旧跡
主な城郭
- 長久手城
- 岩作城址
- 長久手大草城址

主な寺院
- 安昌寺
- 永見禅寺
- 観山寺
- 教圓寺
- 三光院
- 宗延寺
- 聚福院 - 尾張三十三観音霊場の第三十一番札所
- 常照寺
- 昌隆寺
- 前熊寺
- 大雄院 - 最乗寺の中部別院
- 豊善院
- 豊龍院

主な神社
- 熊野社
- 熊張神明社 - 寛文2年（1662年）建立の石造鳥居（市指定文化財）や神明社古墳群（市指定史跡）がある
- 景行天皇社 - 天正年間に徳川家康が戦勝を祈願し、葵紋太刀三振りを寄進
- 直曾神社
- 石作神社
- 多度神社
- 富士浅間神社
- 御嶽神社

主な遺跡
- 神明社古墳群

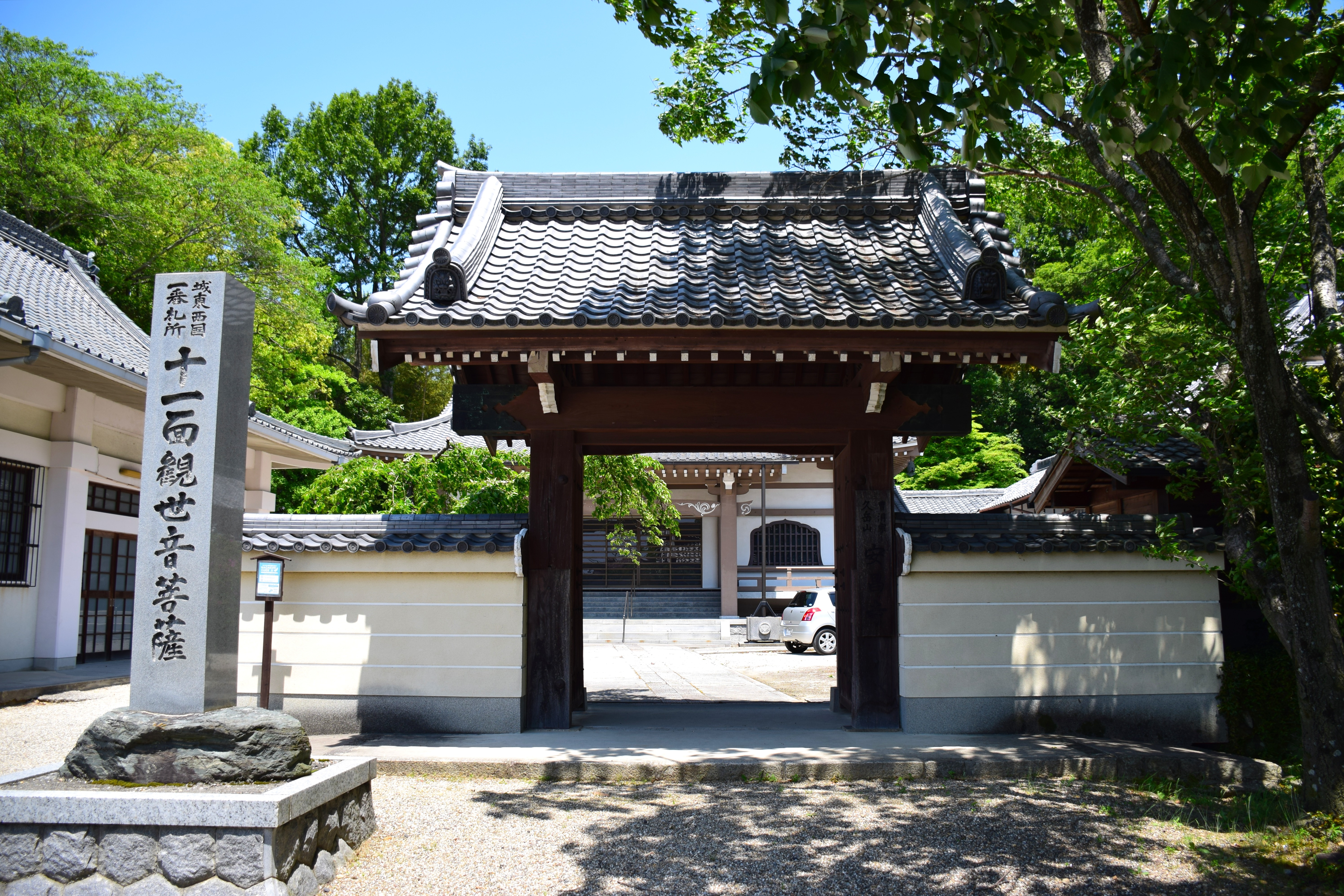
色金山歴史公園の麓にある安昌寺
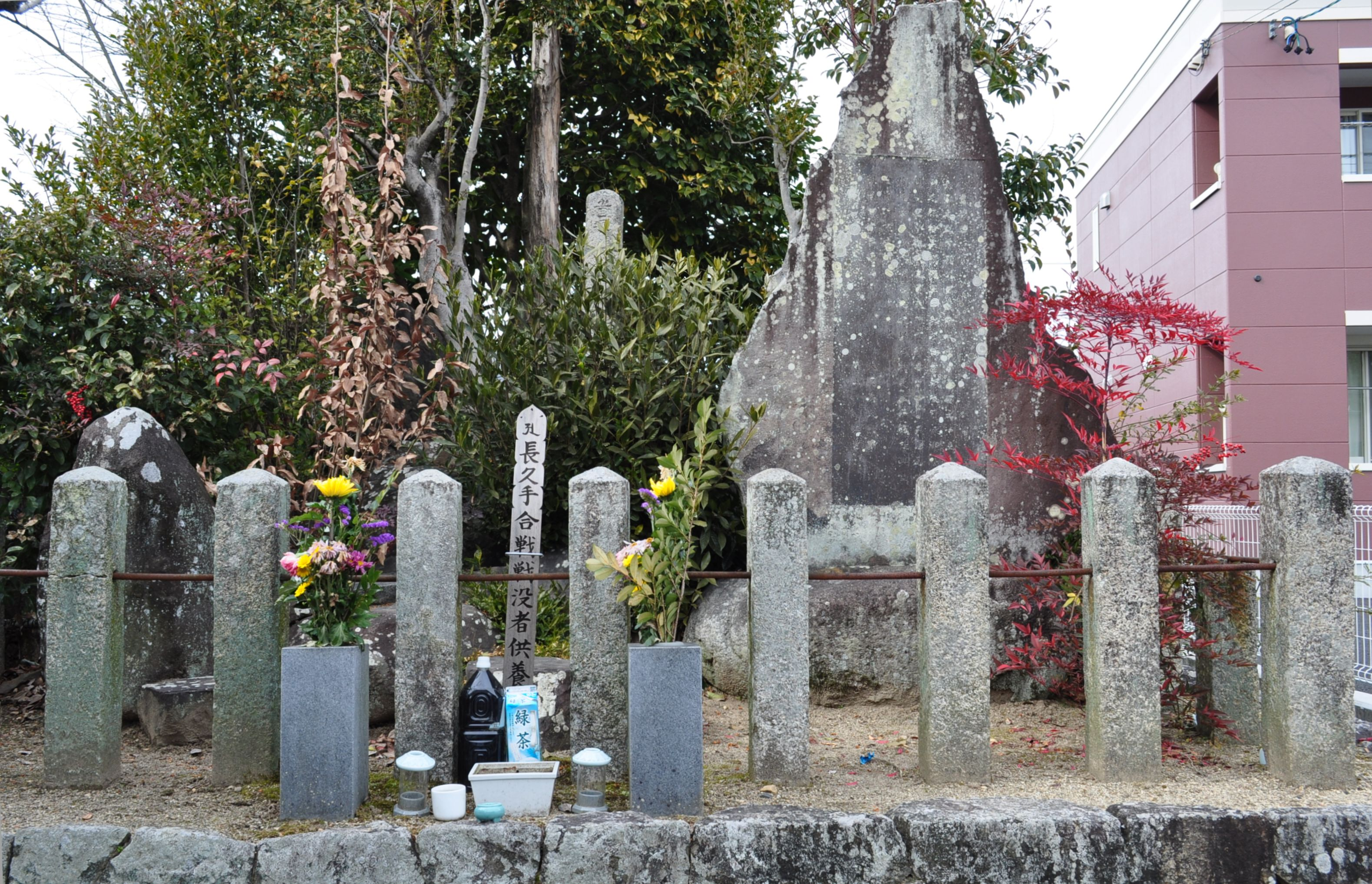
安昌寺傍にある「首塚」（2014年2月）
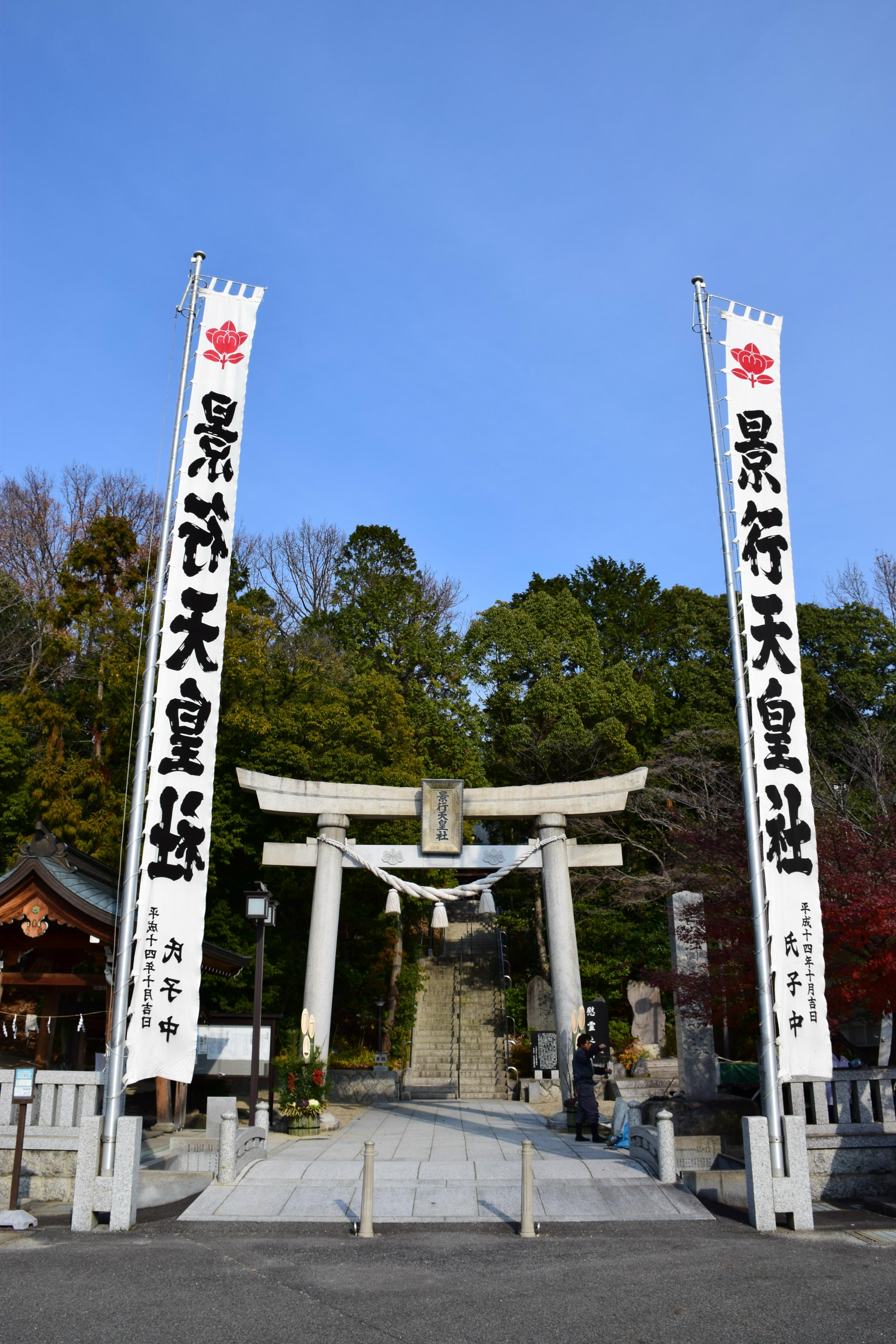
景行天皇社
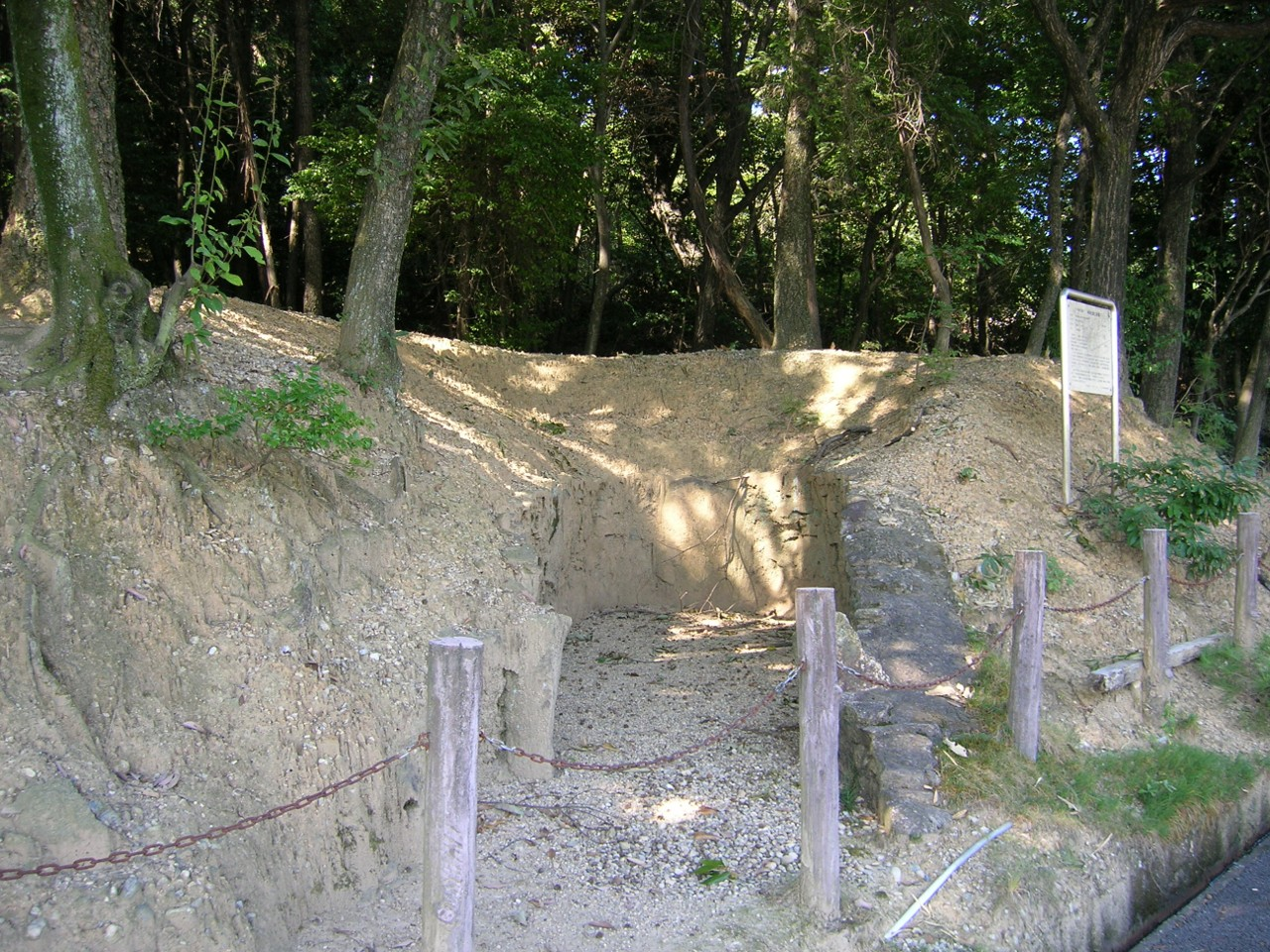
神明社古墳群

### 観光スポット
博物館
- トヨタ博物館

美術館
- 名都美術館

資料館・史料館
- 長久手市郷土資料室（古戦場公園内）
- 愛知県立芸術大学芸術資料館
  - 法隆寺金堂壁画模写展示館

公園

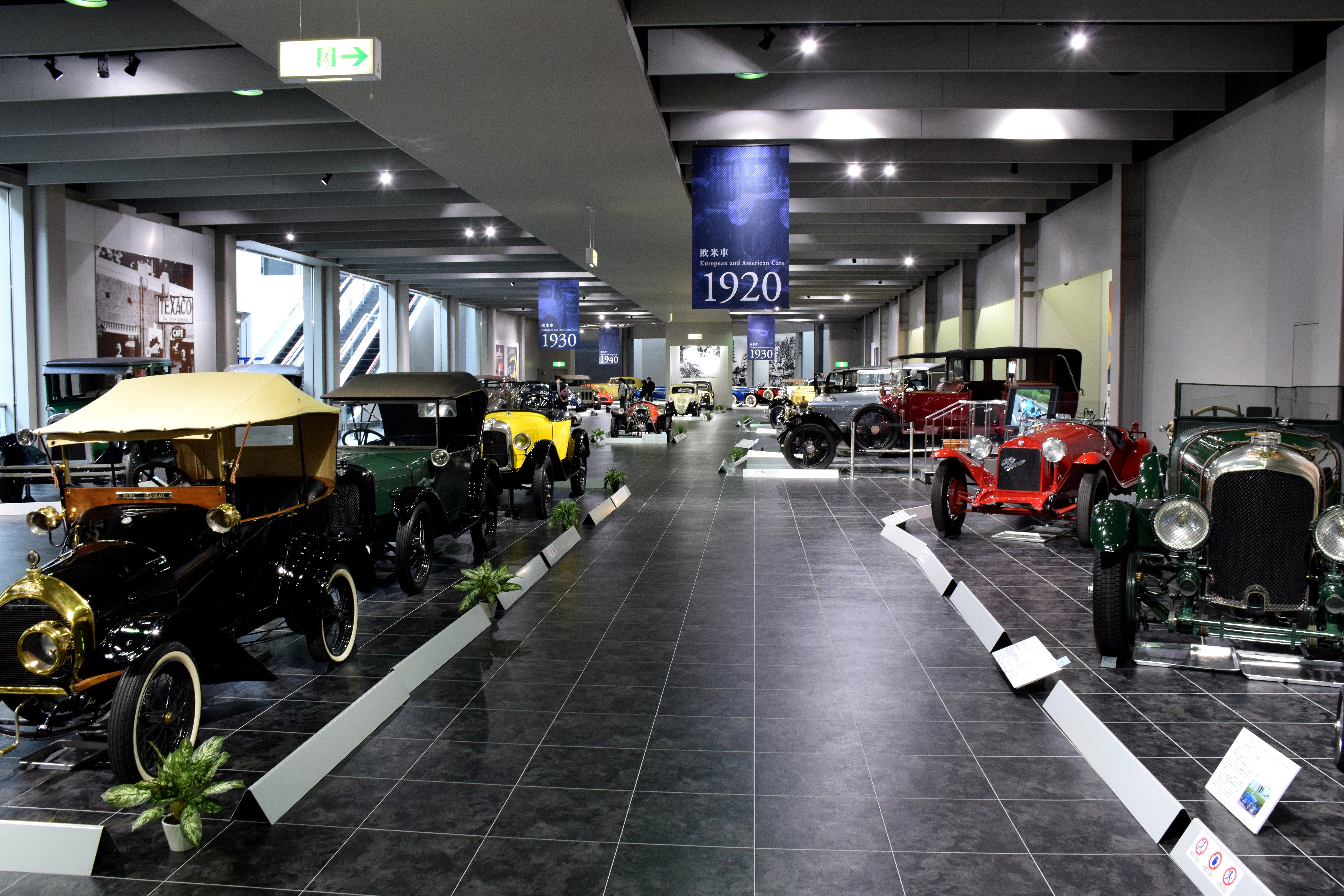
トヨタ博物館

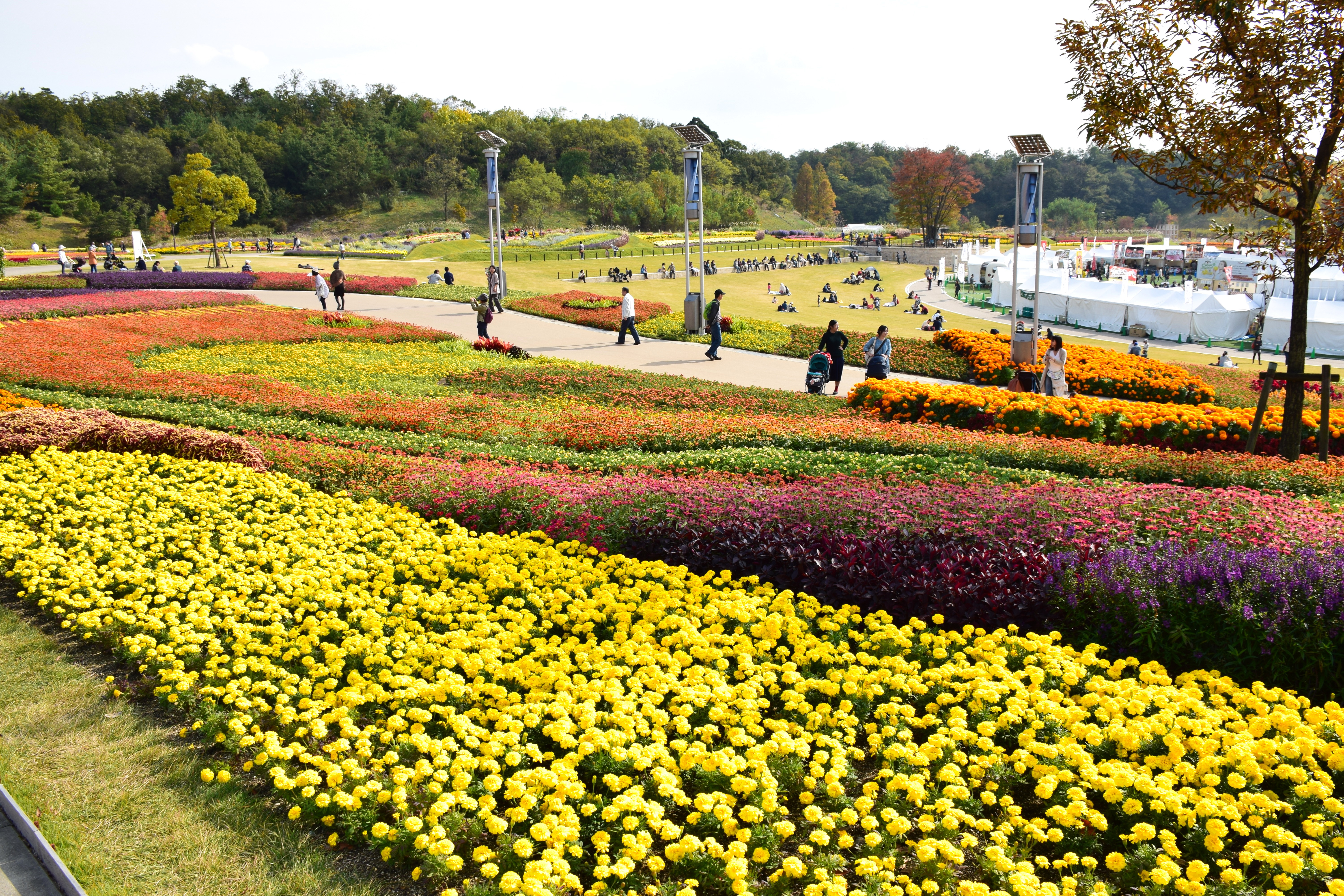
愛・地球博記念公園

- 愛・地球博記念公園 - 愛称：モリコロパーク。2006年7月15日に第1期開園、以降、順次整備された。
  - ジブリパーク
- 杁ヶ池公園 - 長久手市杁ケ池体育館併設
- 古戦場公園 - 郷土資料室併設
- 色金山歴史公園 - 小牧・長久手の戦いの際に、徳川家康が山頂に陣取ったと言われる。茶室、展望テラス併設。
- 血の池公園
- 後山公園
- 卯塚緑地公園
- ほとぎの里緑地[注釈 16]
- 原邸公園
- 桧ヶ根公園
- せせらぎの径 - 散策路
- 戸田谷公園
- 喜婦嶽公園
- 山越公園
- 長配公園

## 文化・名物

### 祭事・催事
主な行事
- 左義長（1月）
- 長久手新春ふれあいマラソン（1月）
- リニモウォーキング（2～3月、5～6月、10～11月）
- 愛・地球博記念イベント　モリコロパーク春まつり（3月）
- 長久手古戦場桜まつり（4月）
- まちセンまつり（4月）
- 全日本うまいもの祭り（4月末から5月初旬）
- トヨタ博物館・クラシックカー・フェスティバル（5月）
- 児童館まつり（5月）
- 介助犬フェスタ（5月）
- 愛・地球博記念イベント　モリコロパーク夏まつり（8月）
- ながくて納涼まつり（8月）
- 安昌寺九万九千日会（8月）
- ながくて秋まつり（9月）
- 愛・地球博記念イベント　モリコロパーク秋まつり（9月）
- ながくてアートフェスティバル（10月）
- 色金山茶会（10月）
- 警固祭・馬の塔（オマント）（10月）
- 福祉まつり（10月）
- ながくて市民まつり（11月）
- ながくて冬まつり（12～1月）[35]

### 武術
- 棒の手

### 団体
PRユニット
- 長久手歴史トラベラーズ

### スポーツ
- FC.SIRIUS尾張

## 出身関連著名人
- 吉田一平（政治家、前長久手市長）
- 川上ミネ（ピアニスト）
- 中村尚平（騎手）
- 羽根泰正（囲碁棋士）
- 羽根直樹（囲碁棋士）
- 羽根しげ子（囲碁棋士）
- 羽根彩夏（囲碁棋士）
- 野呂奈津子（プロゴルファー）
- 森本良（プロサッカー選手）
- 福島新太（プロサッカー選手）
- 松澤彰（プロサッカー選手）
- 深堀隼平（プロサッカー選手）
- 勝田貴元（ラリードライバー）
- 勝田範彦（ラリードライバー）
- 岐洲匠（俳優）
- 岩城あさみ（ミュージカル俳優）
- 林真愛（ファッションモデル）
- 竹内万理（リポーター）
- 田中優夏（タレント）
- JUN OSON（イラストレーター）

## マスコットキャラクター
長久手市には複数のマスコットキャラクターが存在している。
- クーテシガーナ - ながくてアートフェスティバルのキャラクター。市内在住の美術作家が制作。市の応援ソング「クーテシガーナ」が名前の由来。利用規定はないため、市の広報ナビゲーターなど様々なところで利用されている。
- ナッキー - 長久手市商工会のキャラクター。公募により、「ながくてがげんき」の前後を取って名付けられた。長久手市に伝わる警固祭の若武者をイメージして、のぼりと鉄砲を持ち、髪の緑は緑の豊かな長久手をイメージしている。
- こめこさん -  長久手米粉PRキャラクター。愛知県立芸術大学の協力のもと誕生。
- どーべるくん - 長久手市危険物安全協会のキャラクター。協会設立40周年を機に誕生。
- あすりー・すいっとり - 長久手市ごみ減量キャラクター。2015年1月23日誕生。

なおいずれのキャラクターも管理者や目的が異なるため、市が著作権を管理していない。

## 長久手市を舞台にした作品

### ドラマ
- 真夜中のスーパーカー